# Eino Leino
Eino Leino (tên khai sinh Armas Einar Leopold Lönnbohm; 6 tháng 7 năm 1878 – 10 tháng 1 năm 1926) là nhà thơ, nhà báo Phần Lan, được coi là một trong những tác giả tiên phong trong thi ca Phần Lan và là thi nhân dân tộc Phần Lan. Thơ ông kết hợp yếu tố hiện đại với dân gian Phần Lan. Phần lớn tác phẩm của Leino mang phong cách Kalevala và dân ca nói chung. Những chủ đề thường xuyên trong thơ Leino là thiên nhiên, tình yêu và sự tuyệt vọng. Ngày nay, người dân Phần Lan vẫn yêu mến và đọc thơ Leino.
Ngày 6 tháng 7 được gọi là Ngày Eino Leino (tiếng Phần Lan: Eino Leinon päivä) cũng như ngày thơ ca Phần Lan và mừng mùa hạ. Từ năm 1992, ngày này trở thành ngày treo quốc kỳ Phần Lan.

## Cuộc đời và phong cách

### Gia đình và thời trẻ
Eino Leino chịu báp têm với tên gọi Armas Einar Leopold Lönnbohm tại thị trấn Paltamo, là con út và con trai thứ bảy trong gia đình có mười người con. Gia đình Leino sống tại làng Paltaniemi. Cha Leino đã đổi tên từ Antti Mustonen thành Anders Lönnbohm để tăng khả năng có thể cưới được người vợ tương lai thuộc giới thượng lưu là Anna Emilia Kyrenius. Ông Lönnbohm làm công chức đạc điền, đồng thời quản lý trang trại Hövelö của riêng gia đình. Trang trại nằm trong vùng hồ Oulujärvi mà Elias Lönnrot từng sống trước đó 40 năm. Dòng họ Leino có nguồn gốc từ Liperi và Sortavala tại Karelia, còn bên ngoại truy ngược về Tây Nam Phần Lan.
Nhà Lönnbohm dường như là nơi nuôi dưỡng và phát triển tinh thần phong trào Fennoman của Johan Vilhelm Snellman. Eino Leino sớm được tiếp thu tri thức và khả năng văn học từ các anh trai Oskar, Kaarlo, Viktor và đặc biệt là Kasimir. Kasimir Leino cũng là nhân vật văn hóa quan trọng tại Phần Lan trong vai trò nhà thơ, nhà phê bình và đạo diễn sân khấu; chính ông đã truyền lại ảnh hưởng văn hóa châu Âu đương thời cho anh chị em mình. Năm 1898, Kasimir và Eino lập ra một tạp chí văn học.
Tuổi thơ Eino ở Hövelö thấm đẫm những câu chuyện, dân ca và lời chú Kainuu cổ, cũng như chuyện kể hấp dẫn về thời Đại nộ hay Lâu đài Kajaani ở Bắc Ostrobothnia. Những người chèo thuyền từ các vùng chết đói đến Oulu ghé qua bờ Hövelö cũng nhắc Eino về thực tế khắc nghiệt của cuộc sống.
Cha mẹ qua đời khi Leino còn tuổi đi học. Leino bắt đầu đi học ở Kajaani rồi tiếp tục đến sống tại nhà họ hàng để học tại Oulu và Hämeenlinna. Sau khi tốt nghiệp trung học Hämeenlinna, Leino vào học Đại học Helsinki.
Leino học trường tiểu học Kajaani rồi lên trung học Oulu (1889–1890). Năm 1890, cha qua đời khiến kinh tế gia đình khó khăn, ông cùng với anh trai là nhà báo Oskar Lönnbohm chuyển đến Hämeenlinna. Năm 1895, ông tốt nghiệp trung học Hämeenlinna ở tuổi 16. Leino cũng nhập học Đại học Helsinki nhưng sớm bỏ để theo đuổi niềm đam mêm văn học.

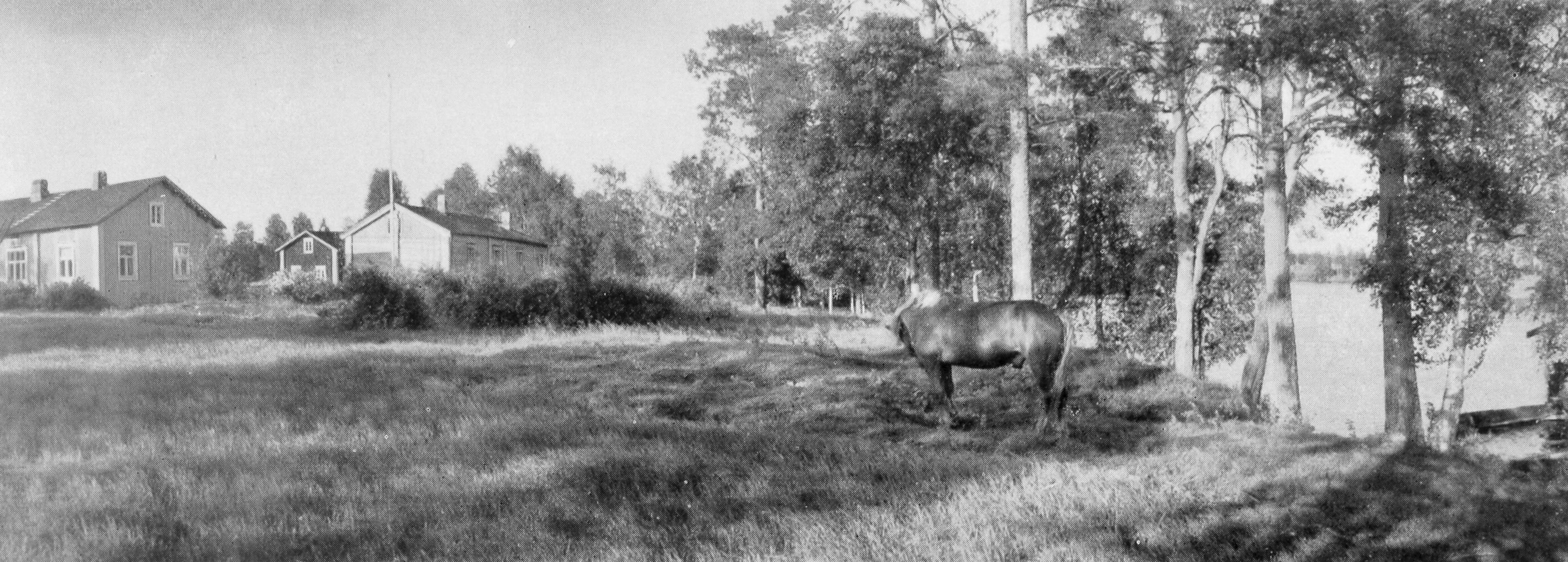
Nơi sinh Eino Leino tại Hövelö, ảnh chụp năm 1932

Khi còn là học sinh, Leino đã bắt đầu tập tành làm thơ. Mùa thu năm 1890, khi 12 tuổi, ông có bài thơ Kajaani linna (Lâu đài Kajaani) đăng trên tờ Häme Sanomat do tổng biên tập Oskar Lönnbohm hỗ trợ. Những bài thơ của Leino viết về tình cảm học trò dưới mái trường Hämeenlinna trên báo chép tay Vasama về sau được đưa vào tập thơ đầu tay Maaliskuun lauluja (Khúc hát tháng Ba) xuất bản năm 1896. Khi còn học trung học, Leino đã tìm tòi về văn học thế giới. Ông biết về các tác gia văn học cổ đại qua những giờ tiếng Latinh. Ông cũng học đọc tác phẩm gốc bằng tiếng Đức và tiếng Pháp của Heinrich Heine, Friedrich Nietzsche, Émile Zola, Guy de Maupassant. Năm 1894, Leino bắt đầu sự nghiệp dịch thuật văn học thế giới với tác phẩm đầu tay Kung Fjalar (Vua Fjalar) của nhà thơ Thụy Điển Johan Ludvig Runeberg, được Hội văn học Phần Lan (tiếng Phần Lan: Suomalaisen Kirjallisuuden Seura - SKS) ấn hành.

### Nhà phê bình trênPäivälehtivà thi sĩ vớiHelkavirsiä

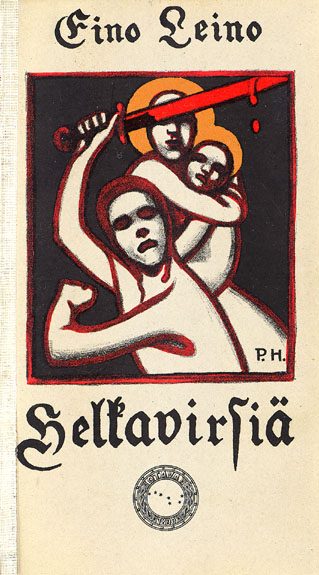
Bìa Helkavirsiä (1903) do Pekka Halonen thiết kế

Đến Helsinki, Eino Leino tìm ra nơi phát huy khả năng tư tưởng mình tại tờ báo tân thời Päivälehti. Ra đời năm 1889 theo sáng kiến của Eero Erkko, Juhani Aho và Arvid Järnefelt, tờ báo đã thúc đẩy cải cách quyền bầu cử và mở rộng các quyền chính trị, đồng thời phản đối chủ nghĩa dân tộc hẹp hòi và tư tưởng giáo hội bảo thủ của thế hệ cựu Fennoman. Tờ báo cũng chủ trương lập hiến trong quan hệ chính trị Đại công quốc Phần Lan trong Đế quốc Nga. Năm 1898, Leino là nhà phê bình văn học và sân khấu thường xuyên của Päivälehti. Vài năm sau, ông bắt đầu lấn sân sang các vấn đề văn hóa với bút danh "Mikko Vilkastus". Khi nhà chức trách Nga đóng cửa Päivälehti vì mang những quan điểm cấp tiến, tờ Helsingin Sanomat ra đời thế chỗ và Leino tiếp tục với bút danh "Teemu". Vào Cách mạng Nga (1905), ông viết khoảng một trăm tiểu luận đả kích "giới chức thân Nga, những kẻ bóp nghẹt tự do tôn giáo, hệ thống cảnh sát và hiến binh nhà nước" như được mô tả trong tiểu sử Leino của L. Onerva. Vì giọng điệu châm biếm cay độc, Leino trở nên nổi tiếng nhưng cũng bị nhiều kẻ ghét bỏ.
Eino Leino học nghề báo với anh trai Kasimir trên tạp chí văn hóa Nykyajassa (xuất bản 1897–1899). Hai anh em thành lập tạp chí này để có thể giới thiệu và bình luận về các xu hướng nghệ thuật mới nhất của châu Âu. Leino bày tỏ mong muốn ủng hộ giáo dục thẩm mỹ, yêu cầu bản dịch chất lượng cao cho các tác phẩm kinh điển và thúc đẩy lý tưởng về một "tổ quốc chung, không bị chia cắt" vì rào cản ngôn ngữ. Leino coi báo chí là kênh để mình nói chuyện trực tiếp với nhân dân Phần Lan.
Viết báo khỏe cũng không ngăn nổi Eino Leino say sưa đắm mình vào thơ ca. Các tập thơ Sata ja yki laulua (Một trăm lẻ một bài hát) (1898) và Ajan aalloilla (Ta cưỡi sóng) (1899) có đặc trưng về sự chiêm nghiệm và thức tỉnh lòng yêu nước. Bài thơ Hymyilevä Apollo (Nụ cười Apollo) ca ngợi lòng khoan dung, tình yêu với người chung quanh. Ước mơ cho dân tộc Päivän poika (Chàng trai thời đại) thể hiện niềm tin lạc quan vào con người của chàng trai trẻ Leino. Ngược lại, tập thơ Hiihätäjn virsiä (Thánh ca người trượt tuyết) (1900) nhuốm màu hoài niệm u sầu về ngôi nhà thời thơ ấu.

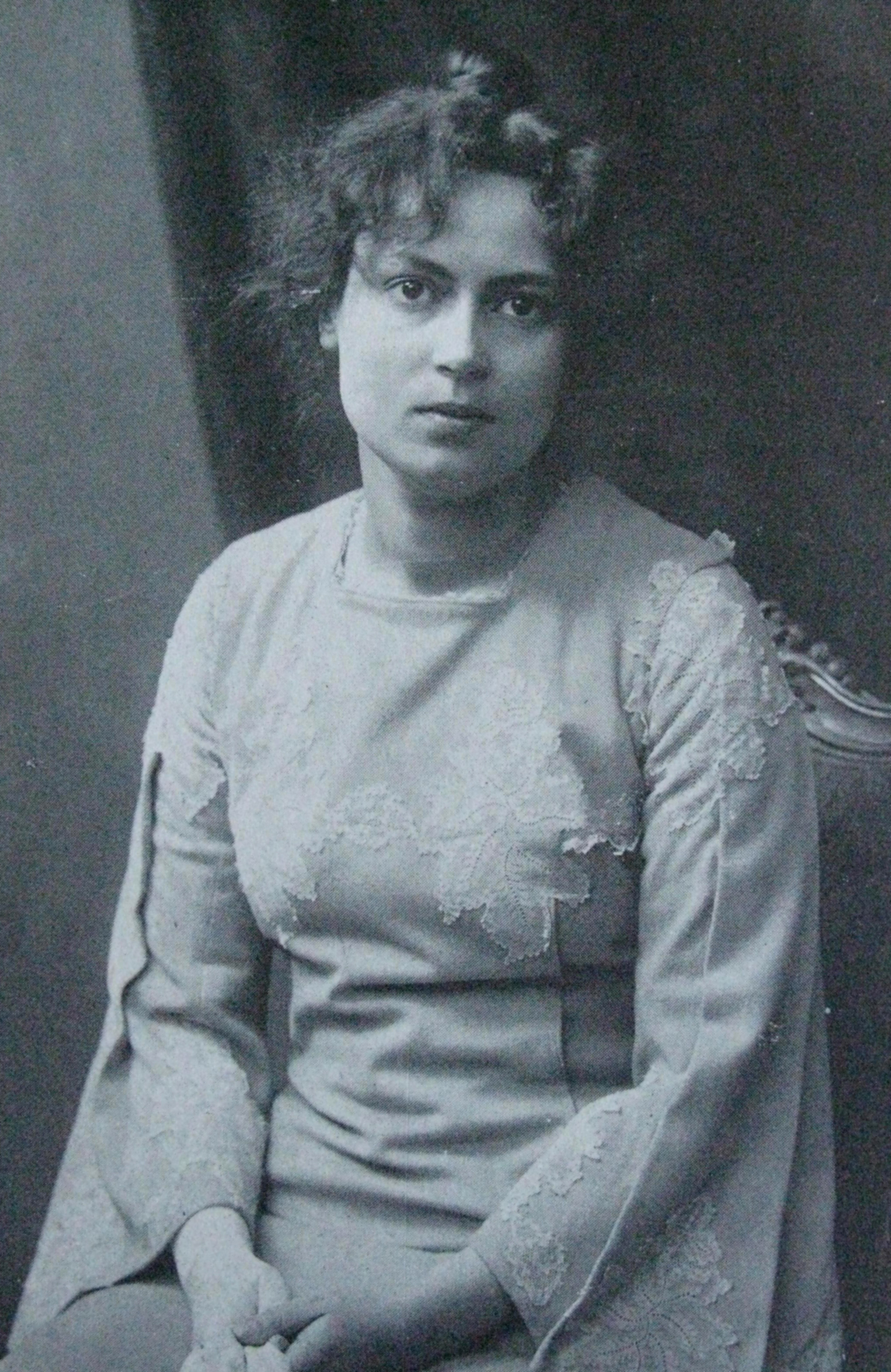
Freya Schoultz xuân 1903

Đánh bạn với những đại diện thế hệ nhạc sĩ và nghệ sĩ Phần Lan đang nổi lên là Akseli Gallen-Kallela, Jean Sibelius, Robert Kajanus, Pekka Halonen và Emil Wikstrom đã kích thích loại hình nghệ thuật mới trong Leino. Cùng với chủ nghĩa Karelia đang là chủ đạo cho Chủ nghĩa tân lãng mạn tại Phần Lan khi ấy, Leino bắt đầu đi sâu Kalevala. Vở kịch thơ Tuonela joutsen (Con thiên nga của Tuonela) (1898) và Sota valosta (Chiến đấu vì ánh sáng) (1900) được coi là khởi đầu cho chủ nghĩa tượng trưng trong văn học Phần Lan. Chạy theo xu hướng nghệ thuật toàn châu Âu chống lại chủ nghĩa hiện thực và chủ nghĩa tự nhiên, thay vào đó tập trung coi thần thoại và cổ tích phổ quát là phản ánh cảm xúc và tư tưởng con người, Leino cũng tìm tư liệu để diễn giải thời đại mình thông qua Phần Lan cổ trong Kalevala.
Nỗ lực này đạt đến đỉnh cao với tập thơ Helkavirsiä (Khúc ca địa ngục) xuất bản năm 1903, được coi là một trong những tác phẩm mang tính bước ngoặt của nền thơ ca Phần Lan. Áp dụng và biến đổi ngữ liệu Kalevala, Leino đã tạo ra những khúc ballad và truyền thuyết theo phong cách cổ xưa, chủ đề và nhân vật thuộc thời Trung cổ Hämälä của Công giáo La Mã cũng như thế giới Đông La Mã-Karelia và Chính thống giáo-Kalevala. Nhưng sâu xa nhất, các bài thơ đó nhắm đến những câu hỏi cơ bản của con người hiện đại: mối quan hệ mỗi cá nhân với cái chưa biết và cái chết, tự do cá nhân và giới hạn của tri thức. Helkavirsiä  được nhận xét là phản ánh "tính chất không khoan nhượng" dấu ấn của Ibsen và khả năng con người thách thức số phận chính mình dựa trên triết lý Nietzsche. "Vòng xoáy dân gian và ngụ ngôn thô ráp" cũng kết nối với truyện thơ Simo Hurtta xuất bản năm 1904, được Leino dùng để mô tả những sự kiện trong Isoviha tại Bắc Karelia.
Thời kỳ sáng tạo của Leino trong những năm đầu thế kỷ 20 được khơi nguồn từ tình yêu dành cho dịch giả Freya Schoultz, hai người kết hôn năm 1905. Hai người có con gái là Eya Helka. Trong tập thơ Talviyö (Đêm đông) (1905) có bài Nocturne (Bóng đêm) tỏa ra vẻ thần bí của một đêm hè mà ông dành tặng cho người mình yêu. Sau chuyến đi dài ngày tới Paris và Berlin, quan hệ vợ chồng bắt đầu nguội lạnh. Năm 1908, Leino dọn khỏi nhà chung ở Länsi Ranta (nay là Eteläranta 12). Cũng trong khoảng thời gian đó, ông dần có tình cảm với người bạn là nữ văn sĩ L. Onerva.

### Tiểu thuyếtRoutavuosi, kịch lịch sử, nhà phê bình trênPäivä

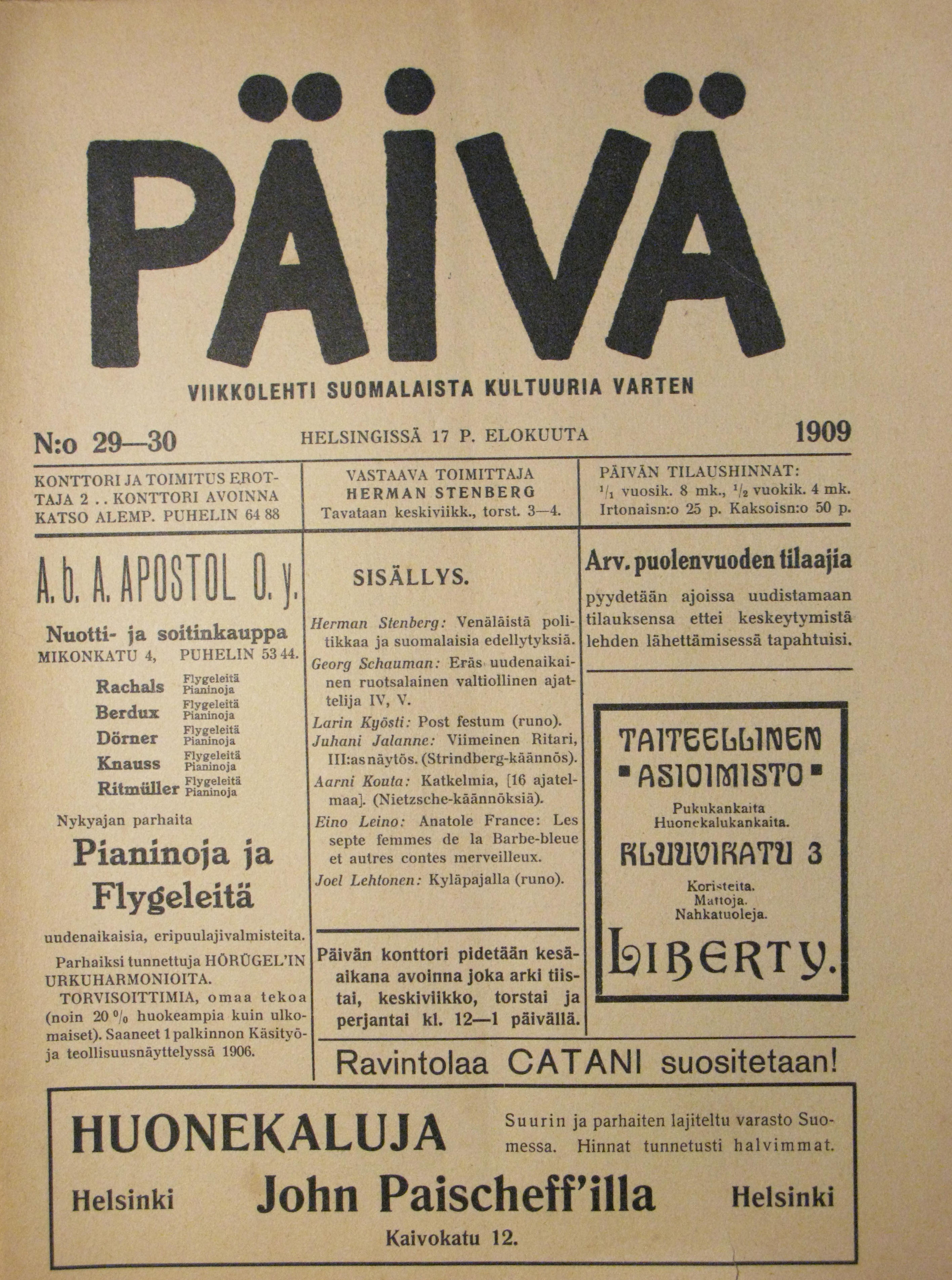
Báo văn hóa Päivä xuất bản tại Helsinki năm 1907–1911

Sau cách mạng Nga 1905, Leino đã đưa những trải nghiệm sâu sắc về thời cuộc vào tác phẩm vẫn thường gọi là bộ tiểu thuyết năm băng giá: Tuomas Vitikka (1906), Jaana Rönty (1907) và Olli Suurpää (1908). Trong đó, như sự tiếp nối luận chiến trên báo, ông đã nhổ tận gốc những điểm yếu dân tộc, phân định ra các hạng người trong thời đại mình, như kẻ phản bội lý tưởng và kẻ nổi loạn không đâu, cuối cùng trở nên những kẻ vô chính phủ. Trong tiểu thuyết Tuomas Vitikka, Leino chế nhạo chủ nghĩa dân tộc tự mãn và tạo ra tuyến nhân vật châm biếm từ đại diện các thế hệ khác nhau thuộc phong trào dân tộc Phần Lan, độc giả đương thời có thể dễ dàng nhận ra những con người tiêu biểu này.
Niềm đam mê cháy bỏng của Leino đối với sân khấu tiếp tục cả trong cả những bài phê bình lẫn các vở kịch do chính mình sáng tác. Lấy hình mẫu August Strindberg mà bản thân ngưỡng mộ, Leino tập trung vào lịch sử Trung Cổ và thử nghiệm phát triển tinh thần dân gian Phần Lan trong các vở Lalli (1907) và Maunu Tavast (1908). Vở Simo Hurtta (1908) tiếp tục chủ đề bài thơ cùng tên xuất bản trước đó.
Cuộc Đại đình công 1905, Cải cách hiến pháp 1906 và Bầu cử quốc hội đầu tiên 1907 đã làm trầm trọng thêm các xung đột chính trị xã hội và đẩy Đảng Người Phần Lan, những người thân Thụy Điển, những người theo chủ nghĩa xã hội và Đảng Người Phần Lan Trẻ vào cuộc đấu tranh dữ dội tranh giành ảnh hưởng. Quan hệ với Nga bước vào "thời kỳ băng giá". Đảng Người Phần Lan Trẻ cũng bị chia rẽ nội bộ giữa giai cấp tư sản bảo thủ và những người theo chủ nghĩa cải cách xã hội tự do cùng người ủng hộ phong trào lao động tư sản. Giữa những rối ren này, Eino Leino từ bỏ vai trò nhà hoạt động chính trị cho Đảng Người Phần Lan Trẻ trên tờ Helsingin Sanomat. Ông thất vọng lo sợ rằng tờ báo sẽ không còn tự do độc lập giữa các âm mưu chính trị và mong muốn có trao đổi thảo luận văn hóa-tư tưởng về tương lai đất nước.
Các bài báo nổi tiếng của Leino Aleksis Kivi ja Päivä (Aleksis Kivi và Päivä) (10 tháng 10 năm 1907), Runebergin päivän vietosta sananen (Đôi lời về kỷ niệm Ngày Runeberg) (13 tháng 2 năm 1908) và Hedelmättömyyen henki (Tinh thần khô héo) (1 tháng 12 năm 1908) xuất hiện trên tuần báo mới Päivä (Ngày). Tờ báo này kết hợp mạng lưới các nhà hoạt động nói tiếng Phần Lan và Thụy Điển và những người tự do cánh tả. Trong đó, ông tìm kiếm nguyên nhân mất đoàn kết dân tộc và đưa ra tuyên bố riêng mình về "người Phần Lan có văn hóa". Thay cho tinh thần Phần Lan được xây dựng trên Runeberg và Snellman, ông đã đào sâu dựa vào Aleksis Kivi và Elias Lönnrot. Leino dùng những bài báo này chỉ trích "nền giáo dục địa phương" tại trường học và "nỗi bi quan mòn mỏi" của đô thành văn minh. Ông nhìn coi kỷ niệm Ngày Runeberg là "cường điệu đánh trống bỏ dùi" và "trò vui thượng lưu".

### Chuyến đi Ý – Mùa Bohemia –Sunnuntai

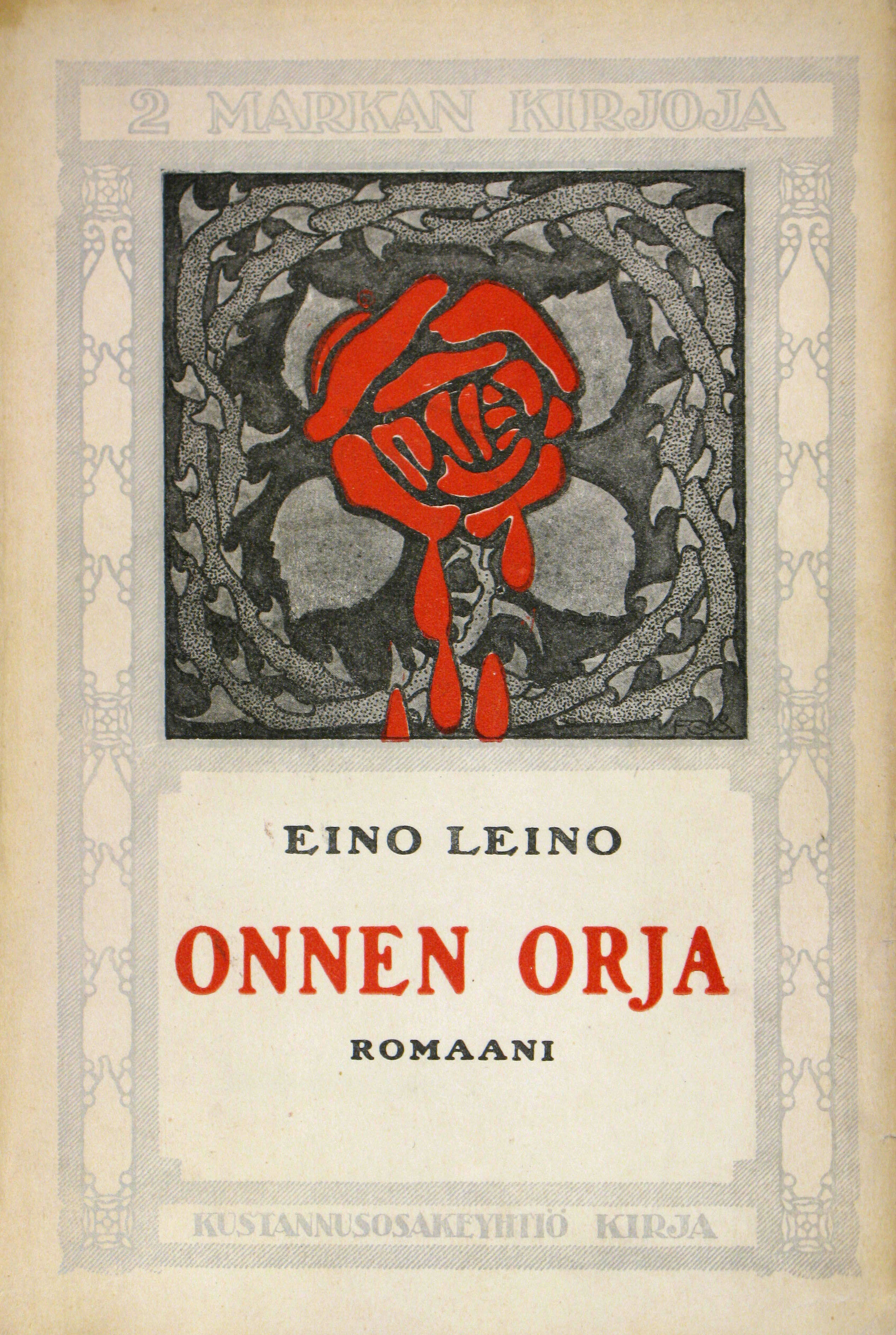
Onnen orja (1913), tập cuối trong loạt tiểu thuyết Orja của Leino

Tháng 8 năm 1908, Eino Leino rời Phần Lan đến Ý. Một phần kinh phí do quỹ quảng bá văn học Phần Lan tài trợ cho việc dịch thuật Thần khúc của Dante. Sau vài tháng ở Đức rồi đến Roma, Leino bắt đầu nghiên cứu chuyên sâu tiếng Ý và viết về Dante. Mùa đông năm 1908–1909, Leino tham gia cùng các tác gia Phần Lan khác đang ở lại Roma như L. Onerva, Aarni Kouta, Santeri Ivalo, Onni Okkonen, Liisi Karttunen và Henry Biaudet. Ngoài việc dịch Dante ra tiếng Phần Lan, Leino cũng phác thảo các vở kịch ở Roma và viết du khảo cho tờ Turku Sanomat. MÙa xuân 1909, ông cùng Onerva rời Phần Lan, tạm dừng lại trên đường tới Berlin. Dù hai người không tiến tới hôn nhân nhưng họ tiếp tục giữ tình bạn và hợp tác với nhau cho đến khi Leino qua đời.
Thập niên 1910, hình ảnh Leino định hình như thế giới về sau biết đến: một người Bohemia mặc áo choàng đeo trang sức với những lọn tóc dài, một flâneur lang thang trong các nhà hàng cùng có mạng lưới xã hội rộng rãi . Năm 1914, Leino kết hôn với nghệ sĩ đàn hạc Aino Kajanus là con gái của Robert Kajanus, nhưng ngay năm sau đó, ông bỏ lại lối sống vạch sẵn như vậy.
Trong thời kỳ này, Leino sáng tác rất năng suất, dường như chỉ luôn gia tăng. Bản dịch Thần khúc tiếng Phần Lan được xuất bản từ năm 1912 đến 1914, các tập thơ mới nối tiếp nhau. Sau chuyến đi Roma, Leino bắt đầu viết các tiểu luận lịch sử văn học, trong đó vạch ra hướng phát triển của văn học trong và ngoài nước, đồng thời giới thiệu đại diện các xu hướng văn học khác nhau. Ban đầu, Leino điều chỉnh chân dung các nhà văn Phần Lan làm "câu chuyện nền" Helsingin Sanomat cho tác phẩm Suomalaisias kirjailijaita (Nhà văn Phần Lan) (1909). Những phác thảo khéo léo về tinh thần và môi trường văn hóa các thời đại khác nhau, cũng như tóm lược phù hợp với đặc điểm từng nhà văn giúp cho tác phẩm trở thành một tiểu luận kinh điển của văn học Phần Lan.
Leino tạo ra một lát cắt văn hóa và xã hội thời đại mình trong loạt tiểu thuyết Orja (1911–1913). Nhật vật chính trong đó kiếm ý nghĩa cuộc đời, trải từ Berlin đến Paris và qua Copenhagen đến Roma. Tiểu thuyết Pankkiherroja (1914) mô tả Helsinki của bọn cướp ngân hàng và lũ đầu cơ. Nội tâm và suy ngẫm số phận thi nhân được ẩn dụ trong chuyện về động vật Mesikämmen (1914), Musti (1916) và trong tác phẩm tự thú theo thông thiên học-thuyết phiếm thần Alla kasvon Kaikkivallan (Dưới nhan Đấng Toàn Năng) (1917).
Đầu thập niên 1910, Leino bận rộn với các công việc sân khấu và biểu diễn. Hè năm 1912, cùng với giám đốc nhà hát Kaarle Halme, ông thành lập sân khấu ngoài trời "Helkanäyttamö" ở Seurasaari dành cho các vở kịch Kalevala của mình. Tuy nhiên, hàng nghìn khán giả không nghe rõ lời thoại và chán chường vì thiếu vắng đạo cụ sân khấu hỗ trợ. Nỗ lực kết thúc trong thất bại. Leino cũng thương mại hóa thơ mình để kiếm thêm thu nhập khi đi đọc thơ trên khắp đất nước. Ông liên tục sáng tác kịch bản mới: Tuomas biispa (1909) cũng bối cảnh trung cổ như nhiều vở trước đó, cibf Alcibiades (1909) là bi kịch với bối cảnh Hy La cổ đại. Kirkon vihollinen (Kẻ thù giáo hội) và Maan parhaat (Điều hay nhất của đất nước) (1911) chế nhạo thói đạo đức giả của lớp cựu trào Phần Lan lấy bối cảnh đương thời. Kịch nghị luận Karjalan kuningas (Vua Karelia) (1917) theo lăng kính Kalevala là hồi chuông cảnh tỉnh về lòng nhân hậu thuần khiết. Leino xuất bản gần như tất cả kịch bản trong loạt sáu phần Naamioita (1905–1911). Trong tập năm Naamioiden (1909), Shakkipeli (Ván cờ) đã thu gọn lịch sử xen giữa vào dòng kịch, có thể là do sở thích cá nhân của tác giả. Cả đời Eino Leino thích chơi cờ vua, thậm chí đứng đầu giải Câu lạc bộ cờ vua Helsinki tháng 2 năm 1906.
Leino với Kaarle Halme sau đó tiếp tục hợp tác với nhau trong điện ảnh. Bộ phim truyện đầu tiên của Phần Lan Kesä (Mùa hè) do Leino viết kịch bản còn Halmee đạo diễn. Phim chiếu ra mắt tháng 1 năm 1915 tại nhà hát Lyyra, Helsinki.

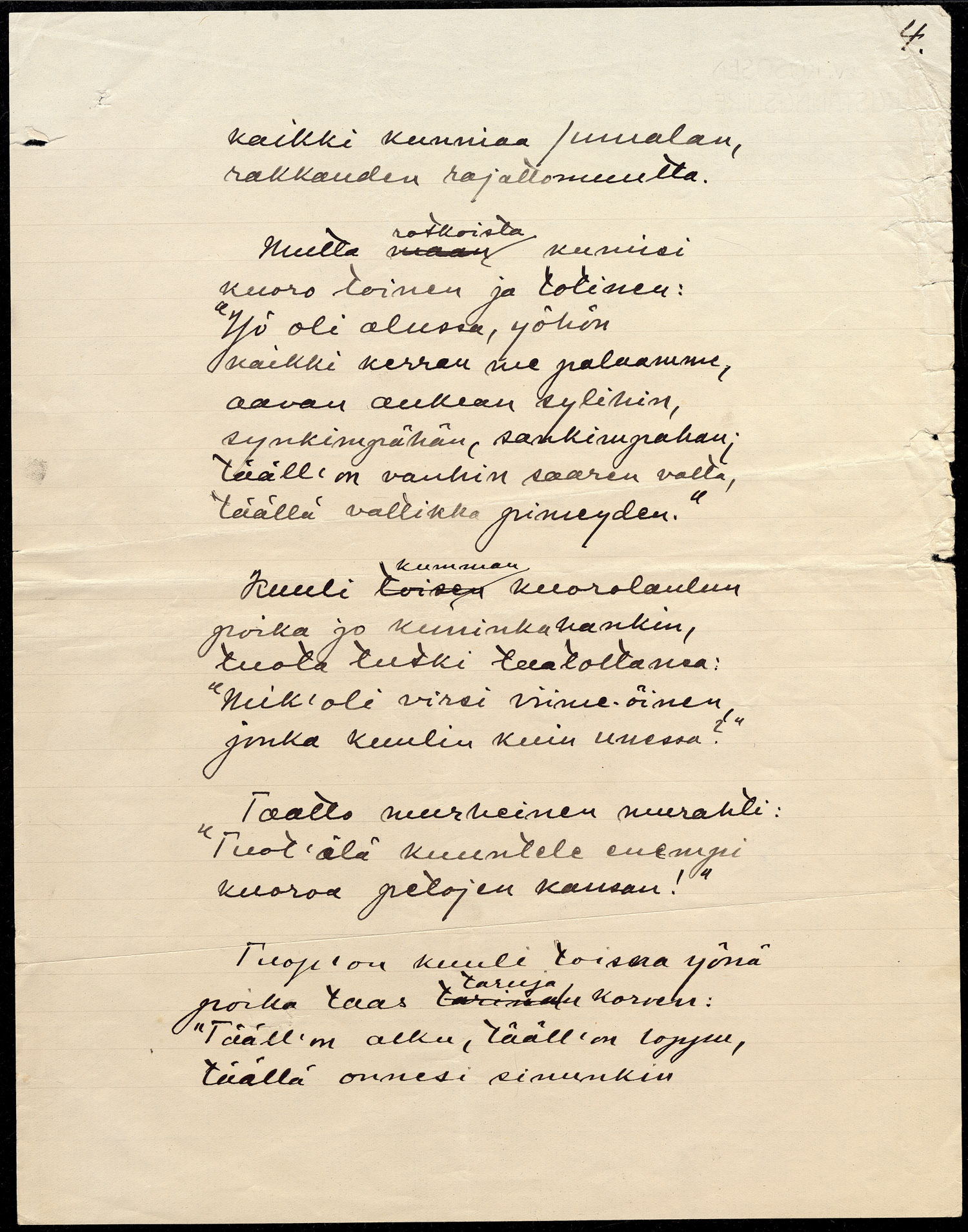
Một trang bản thảo Helkavirsiä tập 2

Năm 1915, Leino tham gia thành lập tuần báo văn học Sunnuntai (Chúa Nhật). Leino đứng vai trò biên tập, bên cạnh nhóm trí thức, những người theo chủ nghĩa hòa bình và những người theo thuyết thông thiên học tại Helsinki. Nhờ vào mối quan hệ rộng rãi, Leino được nhiều nhà văn và nhà nghiên cứu nổi tiếng trợ giúp. Ông dùng bút danh "Kanttori Sepeteus" để than phiền về thời cuộc thế giới và viết xã luận sâu rộng về tình hình chính trị đương thời. Trong đó, ông cố gắng duy trì niềm tin vào con người giữa sự hỗn loạn của chiến tranh thế giới.
Cuối năm 1916, sau những đêm bận rộn biên tập Sunnuntai, loạt Helkavirsiä thứ hai lên báo. Theo Viljo Tarkiainen, cái nhìn thơ ca về vũ trụ-thần thoại giờ đây bước sang "đôi khi dọc theo ngoại giáo - shaman giáo, đôi khi theo thuyết phiếm thần Cơ Đốc giáo, đôi khi là dòng mơ mộng thần học". Loạt thơ này được diễn giải theo hướng lột tả vẻ gợi cảm và khêu gợi. Cùng năm 1916, ông bắt đầu ngưỡng mộ và say mê Aino Kallas. Tình cảm dành cho nữ văn sĩ Estonia gốc Phần Lan đã cho ra đờiJuhana Herttuan ja Catharina Jagellonican lauluja (Khúc ca của Juhana Herttua và Catharina Jagellonica) (1919) sáng tác theo phong cách Phục Hưng. Lời đối thoại bằng thơ này lần đầu tiên ra mắt tại Turku rồi đến Gripsholm, được chính Leino gọi là món quà "lãng mạn cuối cùng" dành tặng người thương. Eino Leino cũng đề cập số phận thi sĩ của chính mình trong bài thơ Bellerophon (1919) thông qua chuyện thần thoại Hy Lạp về Bellerophon và ngựa thần Pegasus để tổng hợp quan điểm bi thảm-lạc quan về cuộc sống.

### Năm 1918

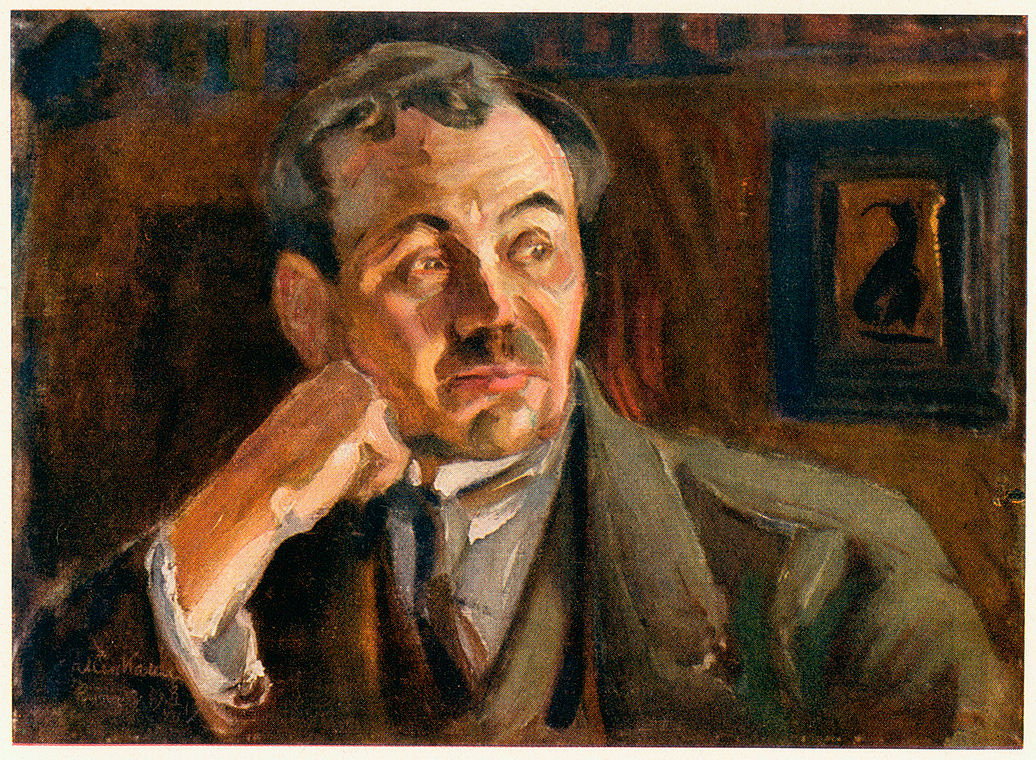
Chân dung Eino Leino do người bạn Akseli Gallen-Kallela vẽ năm 1917

Ngay từ tháng 11 năm 1917, Eino Leino đã căng thẳng cảnh báo trên tạp chí Sunnuntai rằng đất nước đang "bên bờ nội chiến " và chỉ trích gay gắt những người theo chủ nghĩa xã hội khi họ bắt đầu "theo đuổi sự nghiệp bằng máu nhân dân và nọc độc của lũ xâm lược ngoại bang" (Số 40-41/1917). Tình hình chính trị leo thang thành Nội chiến Phần Lan là trải nghiệm cay đắng đối với Leino, người vốn luôn viết về lòng khoan dung cũng như đánh giá cao phong trào lao động có nhiều bạn bè mình trong đó. Mùa xuân năm 1918, Leino chứng kiến Hồng vệ binh chiếm giữ Helsinki và mô tả cảm nhận của mình trong tiểu thuyết phóng sự Xâm chiếm Helsinki (tiếng Phần Lan: Helsingin valloitus) năm 1918. Ông đã chào đón Sư đoàn biển Baltic của Đức mang danh nghĩa giải phóng để xâm lược miền nam Phần Lan và chiếm đóng Helsinki. Mặt khác, Leino về sau thúc đẩy lệnh ân xá chung cho các tù nhân Đỏ và yêu cầu bãi bỏ án tử hình.
Tháng 4 năm 1918, loạt bài báo 6 kỳ của Leino "Vì công nhân Phần Lan" được đăng trên tạp chí Dân chủ Xã hội Työn valta ("Quyền lực Lao động"), với tư cách nhà văn vô tư thuộc tầng lớp "dân nghèo văn minh", ông kêu gọi mạnh mẽ cho hòa bình và hiểu biết lẫn nhau. Ông viết: "Nền dân chủ xã hội sẽ không có tương lai ở Phần Lan trừ khi có thể tiếp thu "những lý tưởng vĩnh cửu" về tính hợp pháp, dân chủ và tự do dân sự". Theo chủ nghĩa Karelia, Leino cũng từng phục vụ trong chiến tranh với tư cách là cố vấn không chính thức cho Sulo Wuolijoki, thư ký ủy ban đàm phán hiệp ước nhà nước giữa Phần Lan và nước Nga Xô viết. Sau chiến tranh, Leino không bị kết tội vì phục vụ cho chính quyền Phái đoàn Nhân dân Phần Lan (tiếng Phần Lan: Suomen kansanvaltuuskunta).
Leino cũng thuật lại nội chiến trong tiểu thuyết Punainen sankari (Anh hùng đỏ) (1919) và sử thi Vanha pappi (Giáo sĩ già) (1921). Nhân vật chính của Punainen sankari là một thẩm phán cộng sản, tự bỏ đi danh dự để bao che cho tên trùm nhưng cuối cùng phải trả giá bằng chính mạng sống bởi luật pháp cộng sản. Vanha pappi vẽ nên bức tranh rộng lớn khắc họa Tavastia có những giáo sĩ hoạt động ngầm, bị "lũ bất lương trên phố" "bọn thú vật ngoại ô" phe đỏ bắt bớ. Ông mô tả "sự hy sinh quên mình" của những người phe trắng theo phong cách Runeberg với những lý tưởng mạnh mẽ. Tập thơ "Vapaude kirja" (1918) tập hợp các bài theo chủ đề chính trị và đất nước do Leino sáng tác trong hai thập kỷ, trong đó phản ánh những cảm xúc mâu thuẫn do cuộc nội chiến tạo ra. Đối với nhà phê bình đương đại Huugo Jalkanen, tập thơ giống như "chiếc trống ma thuật" để các thế hệ tương lai có thể hình dung ngay lập tức về số phận và trải nghiệm kinh hoàng của tiền nhân.
Tháng 7 năm 1918, bạn bè tổ chức bữa tối sinh nhật lần thứ 40 linh đình cho Leino. Cùng năm, ông được Nhà nước tặng trợ cấp dành cho văn sĩ.

### Những năm cuối

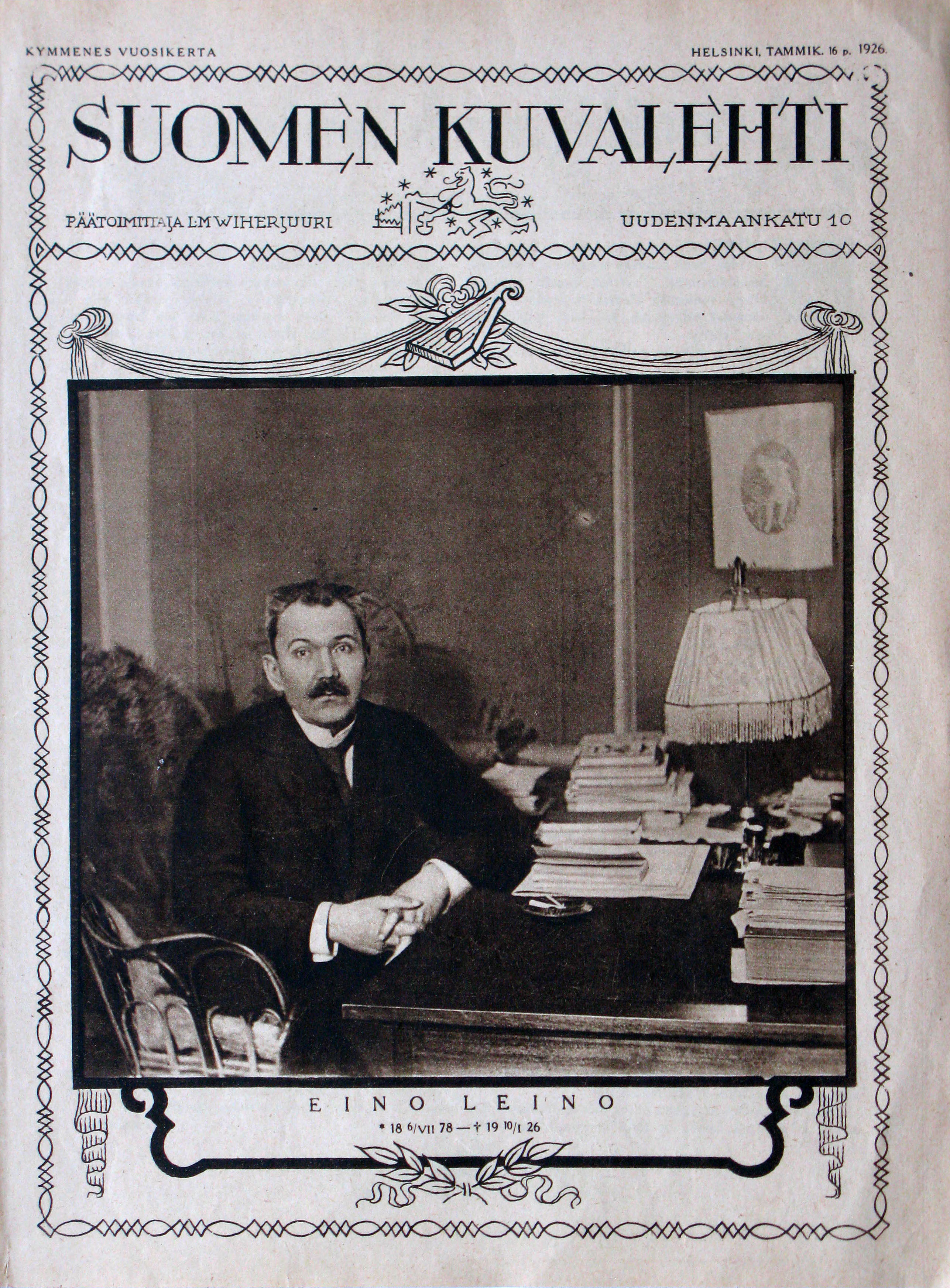
Cáo phó Leino trên tờ Suomen Kuvalehti ngày 16 tháng 1 năm 1926

Đầu thập niên 1920, sức khỏe và tinh thần Leino đều suy giảm, ông phải nằm viện dài ngày. Tâm trí chán nản dao động ảnh hưởng đến thái độ và quan điểm ông. Từ một người ủng hộ ứng cử viên tổng thống Carl Gustaf Emil Mannerheim, Leino quay sang ngưỡng mộ Kaarlo Juho Ståhlberg.
Hè 1921, Leino dự chuyến du bút tới Estonia do thân hữu Phần Lan-Estonia là Aino và Gustav Suits tổ chức. Với những đêm thơ, đọc thơ và chào mừng tại Tartu và Tallinn, chuyến đi thành công tốt đẹp và Eino Leino được mọi nơi đón nhận như một thi sĩ nổi bật. Sau chuyến đi, Leino ký giấy kết hôn lần thứ ba với nhân viên ngân hàng Hanna Laitinen, cuộc hôn nhân thực tế chỉ kéo dài vài ngày. Năm 1921, Leino nộp đơn xin từ bỏ quốc tịch Phần Lan. Ông đã viết thư cho Tổng thống Phần Lan Kaarlo Juho Ståhlberg và người đứng đầu Estonia là Konstantin Päts để xin được làm công dân Estonia. Leino cảm thấy mệt mỏi vì thiếu tiền đồng thời bị chỉ trích.
Năm 1925, Leino viết thư cho người bạn Bertel Gripenberg "Cuộc sống luôn là cuộc đấu tranh với những thế lực muôn đời". Năm ấy, ông biên soạn cuốn hồi ký Elämäni kuvakirja. Ngôi nhà cuối cùng Leino thuê ở là Nuppulinna Hyvinkää (nay là Tuusula).

### Qua đời
Năm 1926, ông qua đời ở tuổi 47 và rồi được an táng tại Nghĩa trang Hietaniemi ở Helsinki. Là người nổi tiếng đương thời, nhà nước đã chi trả phí an táng đồng thời tổng thống Lauri Kristian Relander và các quan chức khác đến dự tang lễ.
Hiện không chắc chắn về nguyên nhân cái chết của Eino Leino. Trong tác phẩm Mestari, nhà văn Hannu Mäkelä mô tả Leino qua đời vì bệnh tủy sống tiến triển và vôi hóa mạch máu khiến xuất huyết não, trước đó bệnh đã làm rối loạn chức năng vùng bụng. Theo Mäkelä, cả hai bác sĩ Wasastjerna và Lindén đều đã xác định nguyên nhân tử vong của Leino. Nhưng bác sĩ tâm thần của Leino là Väinö Lindén lại dùng bút chì ghi chú bên lề cuốn tiểu sử của L. Onerva rằng ông qua đời vì bệnh giang mai.

## Phong cách văn chương và tầm quan trọng

### Phong cách biến đổi
Leino được coi là người đầu tiên và người định hình quan trọng nhất cho chủ nghĩa lãng mạn dân tộc trong văn học Phần Lan. Trên thực tế, Leino đã tự đặt ra thuật ngữ chủ nghĩa tân lãng mạn dân tộc để mô tả tác phẩm của những tài năng trẻ Phần Lan như nhà soạn nhạc Jean Sibelius, họa sĩ Akseli Gallen-Kallela và kiến trúc sư Eliel Saarinen.
Phong cách của Leino đã phát triển trong suốt 35 năm sự nghiệp. Các tác phẩm đầu tiên kể cả tập thơ nổi tiếng Helkavirsiä (1903) đều có thể thấy ảnh hưởng của sử thi dân tộc Kalevala. Những năm cuối đời, ông trở lại với chủ nghĩa lãng mạn dân tộc.
Ở giai đoạn giữa sự nghiệp, Leino dịch các tác phẩm kinh điển của văn học thế giới sang tiếng Phần Lan. Đồng thời, ông sáng tác trong nhiều thể loại: thơ, kịch, tiểu luận, phê bình và các tác phẩm báo chí khác. Các tác phẩm của ông trải rộng trên khung cảm xúc, từ tình yêu nồng nàn đến ghét đời và chỉ trích gay gắt. Sau những biến cố năm 1908, sự u ám, cô đơn và thất vọng trong cuộc sống trở nên nổi bật trong tác phẩm.
Động lực sáng tác bên trong của Leino bắt nguồn từ sự bất dung giữa chủ nghĩa anh hùng cá nhân tự cho mình là trung tâm và việc đón nhận tinh thần thời đại.

### Thành ngữ phổ biến
Nhiều câu thơ của Leino đã được sử dụng như những thành ngữ Phần Lan phổ biến, ví dụ:
- Kell' onni on, se onnen kätkekön (câu mở đầu bài thơ Laulu onnensta), tạm dịch: Nếu gặp may, hãy giấu đi. Ngụ ý: Phải là người giản dị, không nên khoe khoang, nếu khoe khoang quá làm công chúng ganh tỵ.[54]
- Ei paha ole kenkään ihminen, vaan toinen on heikompi toista (từ bài thơ Hymyilevä apollo), tạm dịch: Không ai xấu nhưng có người yếu hơn.
- haihtuvi nuoruus và kalliit on laulujen lunnaat (từ bài thơ Elegia), tạm dịch: tuổi xuân đang mất và chuộc lại khúc ca thật đắt
- kansakunnan kaapin päällä (không rõ nguồn gốc, thường được gán cho Leino), tạm dịch: tủ áo quốc gia
- syntymässä säikähtänyt (từ bài thơ Tumma), tạm dịch: giật mình chào đời
- kyltyiri (từ bài thơ Kyltyiri)
- eli vain syksystä jouluun (từ bài thơ cùng tên nói về tiểu thuyết gia Aleksis Kivi), tạm dịch: chỉ từ mùa thu đến Giáng Sinh.

### Đặc điểm và đánh giá
Tác phẩm của Leino luôn được đón nhận trái chiều cả trong giới học thuật và lẫn giới văn nghệ sĩ. Tài năng nhưng nhân cách đa đạng đã khơi dậy nhiều cảm xúc trong lòng độc giả đương thời. Đặc biệt là thế hệ nhà văn thập niên 1920 xa lánh tác phẩm của Leino dù vẫn ngưỡng mộ thời trẻ của ông. Ngay cả những người theo chủ nghĩa hiện đại khởi đầu sự nghiệp sau Thế chiến thứ hai cũng coi Leino đối lập với tác phẩm của họ. Sự coi thường của các tác giả đồng nghiệp dành cho Leino đã ảnh hưởng đến nhiều nhà nghiên cứu, và thực tế là Leino được nghiên cứu tương đối ít cho dù được nhiều giải thưởng, được nhà nước công nhận và trao tặng lương hưu.
Tiểu sử chi tiết nhất về Leino được viết vào thập niên 1930 dưới ngòi bút người yêu và đồng nghiệp của ông là L. Onerva. Qua những trang giấy đầy kịch tính, Onerva cũng viết về đời mình. Cuối năm 1953, Onerva viết trên tạp chí Kaltio:
| “ | Trong những đam mê và tình yêu cuộc sống, anh ấy chắc chắn vượt trội hơn tất cả người đương thời. Anh ấy đi qua hết các cộng đồng, lang thang qua những tầng lớp xã hội khác nhau, thấy cả trên cao lẫn dưới thấp. Cả một mạng lưới mà anh ấy quen biết rộng đến mức khó tin. Và mọi nơi đi đến, anh ấy đều trở thành tâm điểm, một hạt nhân tinh thần, là tia lửa lóe lên làm hài hòa ngay cả những yếu tố nhân bản trái ngược nhất. – – Như một người đồng hành, anh ấy rất nổi tiếng, luôn ánh lên những tư tưởng chớp nhoáng, ập tới lan tràn như một cơn gió mát cả bầu không khí xung quanh khó cưỡng lại được. Nguyên vănElämän intohimoissa ja elämän rakkaudessa hän varmasti voitti kaikki aikalaisensa. Hän liikkui kaikissa piireissä, vaelsi läpi eri yhteiskuntaluokkien, tunsi ylhäiset ja alhaiset. Hänen henkilökohtainen tuttavapiirinsä oli uskomattoman laaja. Ja kaikkialla, minne hän tulikin, muodostui hän aivan itsestään keskipisteeksi, henkiseksi sulatusahjoksi, joka hetkiseksi hehkutti sopusointuun vastakkaisimmatkin ihmisainekset. – – Seuramiehenä hän oli erittäin suosittu, hän säkenöi ajatusvälähdyksiä, räiskyi sukkeluuksia ja uhosi vastustamattomasti tarttuvaa hyvää tuulta ja suggeroivaa tunnelmavoimaa ympärilleen. | ” |

Trong những tác phẩm vượt trội của Leino, chẳng hạn như vở kịch Maan parhaat (1911), có thể dễ dàng nhận ra những người từng là bạn nhưng hiện thời lại là kẻ thù văn chương, như các tác giả Maila Talvio và V. A. Koskenniemi. Họ cũng đáp trả lại, ví dụ như Koskenniemi viết cho biên tập viên tờ Iltalehti:
| “ | Lúc này, tôi không cảm thấy gì ngoài việc thương hại cho nhân cách của E. L.. Thật quá thảm khi anh ta không nhận được những phê bình chính xác, vì vậy anh ta đã làm hoen ố tư cách nhà thơ của chính mình. Thật đúng khi người ta phải thắc mắc về những người bạn thân nhất của anh ta, bọn người đã không ngăn anh ấy chìm vào thơ Tivoli hoàn bích, nhưng nhờ sự bạc bẽo của họ, giờ đây bản thân anh chẳng có lời nhận xét nào. – – Tôi nghĩ tôi biết L. khá rõ về khía cạnh con người. Anh ấy là một trong những người nhân từ nhất trên thế giới, nhưng yếu đuối và dễ bị ảnh hưởng. – – Anh ấy phải cần những người bạn nghiêm khắc và phê bình đến nơi đến chốn. Nguyên vănMitä E. L:n persoonaan tulee, tunnen sitä kohtaan tällä hetkellä vain sääliä. On jotain syvästi traagillista hänen täysin naivissa kritiikittömyydessään, jolla hän turmelee runoilijanmaineensa. Olet täysin oikeassa siinä, että täytyy ihmetellä hänen lähimpiä ystäviään, jotka eivät koeta estää häntä liukumasta täydelliseen Tivoli-runouteen, vaan petollisilla kiitoksillaan nukuttavat hänen itsekritiikkinsä rippeetkin. – – Luulen tuntevani L:n mieskohtaisesti koko hyvin. Hän on hyväntahtoisimpia miehiä maailmassa, mutta heikko ja vaikutuksille altis. – – Hän jos kukaan olisi tarvinnut ankaria ystäviä ja ankaria arvostelijoita. | ” |
| — Thư V. A. Koskenniemi viết gửi biên tập viên Iltalehti Emerik Olson, tháng 10 năm 1920. Lưu trữ Olson, Thư viện Quốc gia Phần Lan | |   |

Trong lời tựa tuyển tập Lyriskt Urval dịch sang tiếng Thụy Điển năm 1931, nhà thơ Elmer Diktonius đã thử mô tả hai địa vị song hành đó của Leino trong văn hóa Phần Lan:
| “ | Với tính cách phóng túng nhưng nhân hậu và khéo léo, ông có được danh tiếng rộng rãi nhưng cũng bị coi thường; ông vừa được thần thánh yêu mến lại vừa là đứa con trai hoang đàng. Khi người con vĩ đại này qua đời, những gì còn lại trong thơ ông đã vượt qua thời gian - nhà thơ trữ tình Phần Lan quan trọng nhất. Nguyên vănOriginellilla, hyväsydämisellä ja nerokkaalla boheemiluonteellaan hän hankki itselleen laajaa populariteettia ja poroporvarien halveksunnan; hän oli jumalien suosikki ja tuhlaajapoika. Kun tämä suuri lapsi oli kuollut, hänen elämäntyöstään jäi jäljelle ajaton runoilija – suomenkielisen Suomen merkittävin lyyrikko. | ” |

Trong lễ kỷ niệm 100 năm ngày sinh Leino tại Paltaniemi, nhà văn Erno Paasilinna phát biểu khẳng định tính bền vững của các tác phẩm phê bình văn hóa của Leino:
| “ | Tổng hợp lại, các bài luận chiến của Leino có thể tạo thành một cuốn sách giáo khoa chính trong lĩnh vực này. Sân khấu Arkadia không còn, Agathon Meurman không còn, giáo sư Aspelin không còn, nhưng những thứ cốt yếu lại còn đó: chủ nghĩa dân tộc hẹp hòi, bảo thủ, hàn lâm kiêu ngạo, giáo điều, tham nhũng, hạ thấp con người, Leino đã thẳng thắn chỉ ra trong một thời gian dài. – – Là nhà luận chiến, Leino không phải đi làm báo Chúa nhật mà là nỗi kinh hoàng của thời đại. Nhưng ông xứng đáng với những gì còn lại trên mặt giấy ấy, đằng sau đó không chút âm mưu, xúi giục hay ai trả tiền cho điều đó. Nguyên vănYhteen koottuina Leinon taistelukirjoitukset muodostavat tämän alan suuren oppikirjan. Arkadia-teatteria ei enää ole, Agathon Meurmania ei ole, professori Aspelinia ei ole, mutta mitään olennaista ei ole menetetty: ahdasmielisyyttä, vanhoillisuutta, akateemista pöyhkeyttä, kirkollissiveellisyyttä, kansalliskiihkoa, korruptiota, rahvaanhalveksuntaa: pitkä jono asenteita, jotka Leino järkähtämättä veti esiin. – – Poleemikkona Leino ei ollut mikään sunnuntaipoika, hän oli aikansa kauhu. Mutta hän oli käsitteen arvoinen siinä, että kaikki sanottu oli paperilla, sen takana ei ollut mitään henkilökohtaista juonittelua, sopimusta tai maksajaa. | ” |

Nhà phê bình văn hóa của tờ Helsingin Sanomat Seppo Heikinheimo thậm chí còn liệt khả năng ngôn ngữ của Leino vào hàng tốt nhất thế giới:
| “ | Nếu phải kể tên ba nhà thơ mà tôi đã đọc bằng ngôn ngữ gốc và những người đã làm cho ngôn ngữ của họ có âm hưởng độc đáo, tôi sẽ nói rằng không ai sánh được với tiếng Hy Lạp của Homeros, tiếng Nga của Pushkin và tiếng Phần Lan của Eino Leino. Nguyên vănJos minun pitäisi nimetä kolme runoilijaa, joita olen lukenut alkukielellä ja jotka ovat saaneet kielensä soimaan ainutlaatuisella tavalla, sanoisin että Homeroksen kreikalle, Puškinin venäjälle ja Eino Leinon suomelle mikään ei vedä vertoja. | ” |

Tuy vậy, trong vòng những thập niên sau đó, Leino vẫn không được đa số yêu thích, như Matti Klinge đã hạ thấp trong nhật ký của mình:
| “ | Theo tôi, Leino không phải là nhà thơ lớn. Một vài bài trữ tình cũng hay, phong cách tân nghệ thuật tôn lên vẻ Helkavirsiä, nhưng vô số bài thơ khác thì vô nghĩa hoàn toàn tệ hại, trí tuệ trống rỗng hoặc ngây thơ. Tâm trí nghiêm túc thì không thể đọc nổi tuyển tập thơ này. Nguyên vănLeino ei mielestäni ole kovin suuri runoilija. Muutama kaunis lyyrinen runo, jugendpaisuttelevat Helkavirret, mutta loputon määrä aivan surkeaa, ajatuksellisesti tyhjää tai naiivia hölskyttelyä. Koottuja runoja ei voi lukea vakavalla mielellä. | ” |

Mặt khác, những người làm sân khấu tân thời vẫn tìm ra những góc nhìn mới và kịch tính trong các tác phẩm của Leino. Chỉ đạo sân khấu Juha Hurme viết:
| “ | Năng lực thi ca của tác giả đã làm chúng ta kinh ngạc trong gần hai trăm năm. Các bài thơ quá phổ biến khiến chúng ta khó tiếp cận với tư tưởng và hiểu biết của ông để tạo ra một vở kịch hoành tráng. Nguyên vănTekijän runotaituruus on häikäissyt meitä jo pitkälti toista sataa vuotta. Runojen ansaittu suosio on estänyt meitä kurottamasta ajatuksella ja ymmärryksellä mittavaan draamatuotantoon. | ” |

## Thơ phổ nhạc

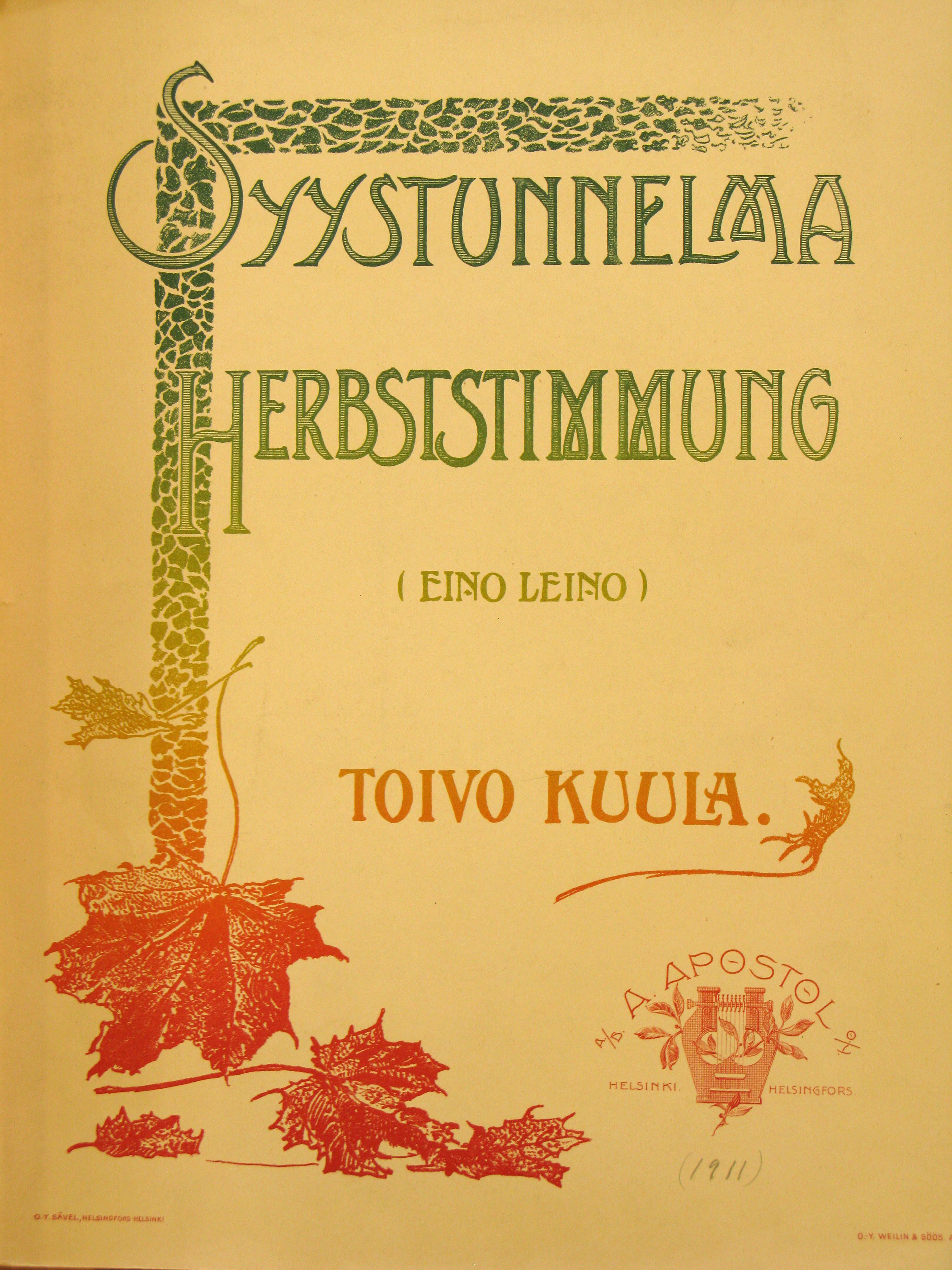
Syystunmalma dựa trên thơ Leino của Toivo Kuula năm 1911

Thông tin đương thời cho rằng Leino không có khiếu thẩm mỹ âm nhạc, nhưng ông đã thể hiện nhịp điệu và tính nhạc một cách hoàn hảo qua ngôn ngữ thơ. Ông cũng rất giỏi phân tích các buổi hòa nhạc đã nghe.
Những người phổ nhạc cho thơ Leino đầu tiên xuất sắc nhất chính là bạn bè ông: nhà soạn nhạc Toivo Kuula, Leevi Madetoja và Oskar Merikanto. Kuula phổ nhạc tổng cộng 22 bài thơ, trong đó nổi tiếng nhất là Virta venhettä vie (1906), tác phẩm đột phá Tuijoti tulehen kauan (xuất bản năm 1907), cantata Koolemattumuuen tovosa cho giọng nam trung, hợp xướng và dàn nhạc (1910), rồi Merenkylpijäneidot, Orja poika và Impi ja Pajarin poika (1911) đều dựa trên Helkavirsiä. Trong thơ Leino, Kuula tìm thấy âm thanh của những mảng màu tối lãng mạn đầy suy tư.
Leevi Madetoja cũng bắt đầu sự nghiệp bằng thơ Leino; tác phẩm đầu tiên là Shakkipeliin (1910) viết cho dàn nhạc đã thu hút được sự chú ý. Các bài hát hợp xướng năm phần đầy thách thức, như Iltatunnelma (1916) và Soita somer, helä sikta đã khẳng định vị trí trong làng hợp xướng Phần Lan. Đến thập niên 1940, ngay trước khi qua đời, Madetoja còn tiếp tục hoàn thành các tác phẩm dựa vào thơ Leino như Hän kulevi ö kikkien. So với Kuula và Madetoja, những khúc hát solo của Oskar Merikanno có giai điệu hay, mang âm hưởng dân gian hơn. Một số bài hát phổ thơ Leino được yêu thích nhất vẫn là dựa trên Hymyilevän Apollon: bản song ca Oi kiitos sa Luojani armollinen (1906) và bản hợp xướng O Misumatket stilln sen virren (1905).
Erkki Melartin là nhà soạn nhạc thời kỳ đầu cho Leino. Năm 1906, ông viết nhạc cho vở Hiide miekka của Leino. Ngoài ra, ông còn phổ nhạc cho 12 bản solo, trong số đó có   Trong số mười hai bản độc tấu Leino của anh ấy có Mirjamin laulut, Minä metsän polkua kuljen và Päivän pojan (1903) dựa trên một vài khổ thơ Päivän laulu. Vở opera ngắn Väinämöinen kosinta (1914) của nhà soạn nhạc Sune Carlsson cũng dựa trên thơ Leino. Trong số ít tác phẩm phổ thơ của Jean Sibelius thì được biết đến nhiều nhất là Maan virsi, cantata dành cho dàn hợp xướng và dàn nhạc giao hưởng ra đời năm 1920.
Trong những thập kỷ đầu tiên của Phần Lan độc lập, đã có thêm thơ Leino được phổ theo phong cách hiện đại, như Ukri (1938–1943) được Aarre Merikkanno soạn cho hợp xướng nam ban và vở opera Simo Hurtta (1948) của Tauno Pylkkänen (1948). Trong số các bản tình ca nổi bật có Tumma (1941) của Lauri Parviainen soạn cho đơn ca với nhạc đệm dương cầm.
Thập niên 1960, Kaj Chydenius đã khiến cho nhiều bài thơ nổi tiếng của Leino lại trở nên sống động theo một cách hoàn toàn mới. Những giai điệu tinh tế đầy cảm xúc của Nocturne, Lappi kesä và Lemminkäisen äidin kehtolaulun lôi cuốn thế hệ thanh niên thời ấy. Bài hát Lemminkäisen äidin kehtolaulun cũng được sân khấu sinh viên Ylioppilasteatteri đưa vào nhạc kịch theo kịch thơ Tuonela joutsen (1966) của Leino. Từ đó, Chydenius cũng sáng tác và phổ biến thêm nhiều tác phẩm dựa trên thơ Leino.
Năm 1978, kỷ niệm 100 năm ngày sinh Leino, các bài hát phổ thơ được phát hành dưới dạng bản ghi âm.
Jukka Ruohomäki sáng tác nhạc điện tử dựa trên Helkavirsiä cho phim hoạt họa máy tính ba phần (1979–1982) do Antti Kari đạo diễn. Nhà soạn nhạc gốc Áo Johann Strohofer cũng dựa vào Helkavirsiä để cho ra đời oratorio Herramme Vapahtajamme ra mắt lần đầu năm 1975. Năm 1980, vở opera của Ilkka Kuusisto dựa trên kịch Sota valosta của Leino được công diễn lần đầu.
Sang thế kỷ 21, Helkavirsiä tiếp tục duy trì là nguồn cảm hứng âm nhạc. Tháng 2 năm 2012, dàn nhạc giao hưởng Tampere trình diễn lần đầu bản giao hưởng số 1 Tuuri của Olli Mustonen viết cho giọng nam trung và dàn nhạc, dựa trên bài thơ Tuuri nằm trong loạt Helkavirsiä đầu tiên. Năm 2007, Kaija Saariaho phổ nhạc bốn bài thơ thời kỳ đầu của Leino để đưa vào Leino Songs for voice and Orchestra. Trước đó vào năm 2006, công ty Hà Lan Munich Records phát hành CD Aina Leino, do ban nhạc Hà Lan Aina cùng với nghệ sĩ độc tấu Phần Lan Pauliina May trình diễn. Album có 14 bài lấy từ thơ Leino, do nhạc sĩ Hà Lan Izak Boom biên soạn.

## Kỷ niệm

### Đài tưởng niệm

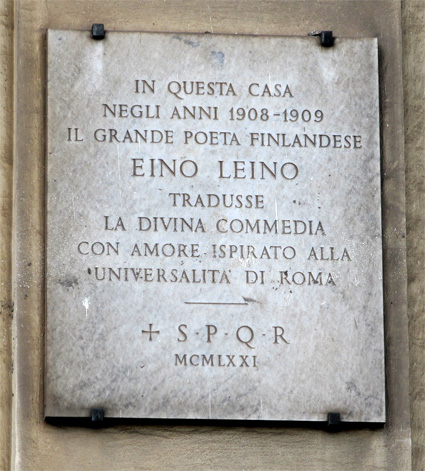
Bảng tưởng niệm trên tường nhà Leino ở Roma bên bờ sông Tiber, nơi ông dịch Thần khúc của Dante.

Năm 1992, sinh nhật Leino vào ngày 6 tháng 7 được gọi là Ngày Eino Leino, thi ca và chào hạ; đồng thời trở thành ngày treo quốc kỳ của Phần Lan.
Công viên Esplanadi ở Helsinki có tượng Eino Leino do Lauri Leppänen điêu khắc. Bức tượng ra mắt ngày 26 tháng 9 năm 1953, đúng 63 năm khi Leino xuất bản bài thơ đầu tiên trên tờ Hämeen Sanomi. Trên đế tượng có khắc câu thơ trích trong bài Väinämöisen laulu của Leino: Yksi on laulu ylitse muiden: ihmisen aattehen hengen ankara laulu (tạm dịch: Một là khúc ca trên phần còn lại: bài ca khó nghe của tâm hồn con người). Một điều thú vị là trong bàn tay bức tượng có đồng xu 5 Mác được đặt vào khi đúc.
Năm 1978, kỷ niệm 100 năm ngày sinh Leino, Jouko Toiviainen thiết kế đài tưởng niệm trừu tượng Ukonlintu ja virvaliekki tại nơi sinh của ông tại Paltamo. Dưới bệ là câu thơ trích từ Väinämöisen laulusta: Kansat katoo / ei katoa mahti / jonka on laulanut / mahtaja heimonsa hengen (tạm dịch: Các nước tiêu vong / sức mạnh còn lại / được cất tiếng ca / từ người mang linh hồn bộ tộc). Năm 1980, tại Kajaani đã dựng tượng Leino nằm gần Koivukoski ở Rantapuisto, tác phẩm điêu khắc do Nina Sailo thực hiện dựa trên phác thảo của người chồng là Alpo Sailo. Năm 1978, ngôi nhà cũ vốn bị phá hủy của Leino tại Hövelö ở Paltaniemi đã được phục dựng.
Mộ Leino có mã số U21-15-22 nằm trong khu vực mới tại nghĩa trang Hietaniemi, Helsinki. Bia mộ có khắc huy chương do Ville Vallgren thực hiện. Hội nhà văn Phần Lan dựng đài tưởng niệm mộ phần và chịu trách nhiệm giữ mộ. Trên bia mộ cũng khắc khổ thơ cuối bài Hymni tulelle của Leino.

### Nơi Leino từng sống

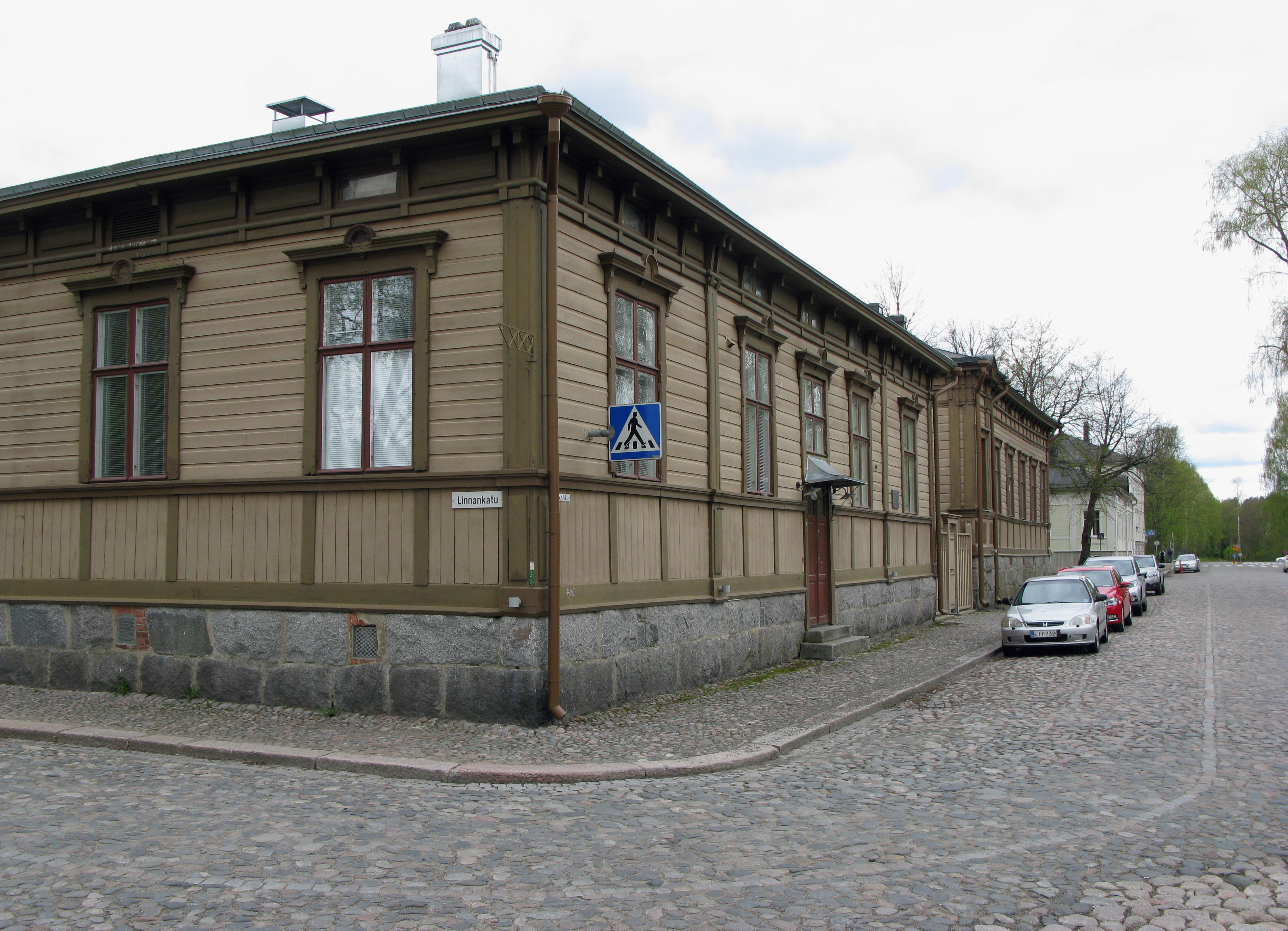
Năm học cuối ở Hämeenlinna 1894–1895, Leino thuê của bà góa Bergroth trong ngôi nhà gỗ tại góc phố Niitty và Linnankatu.
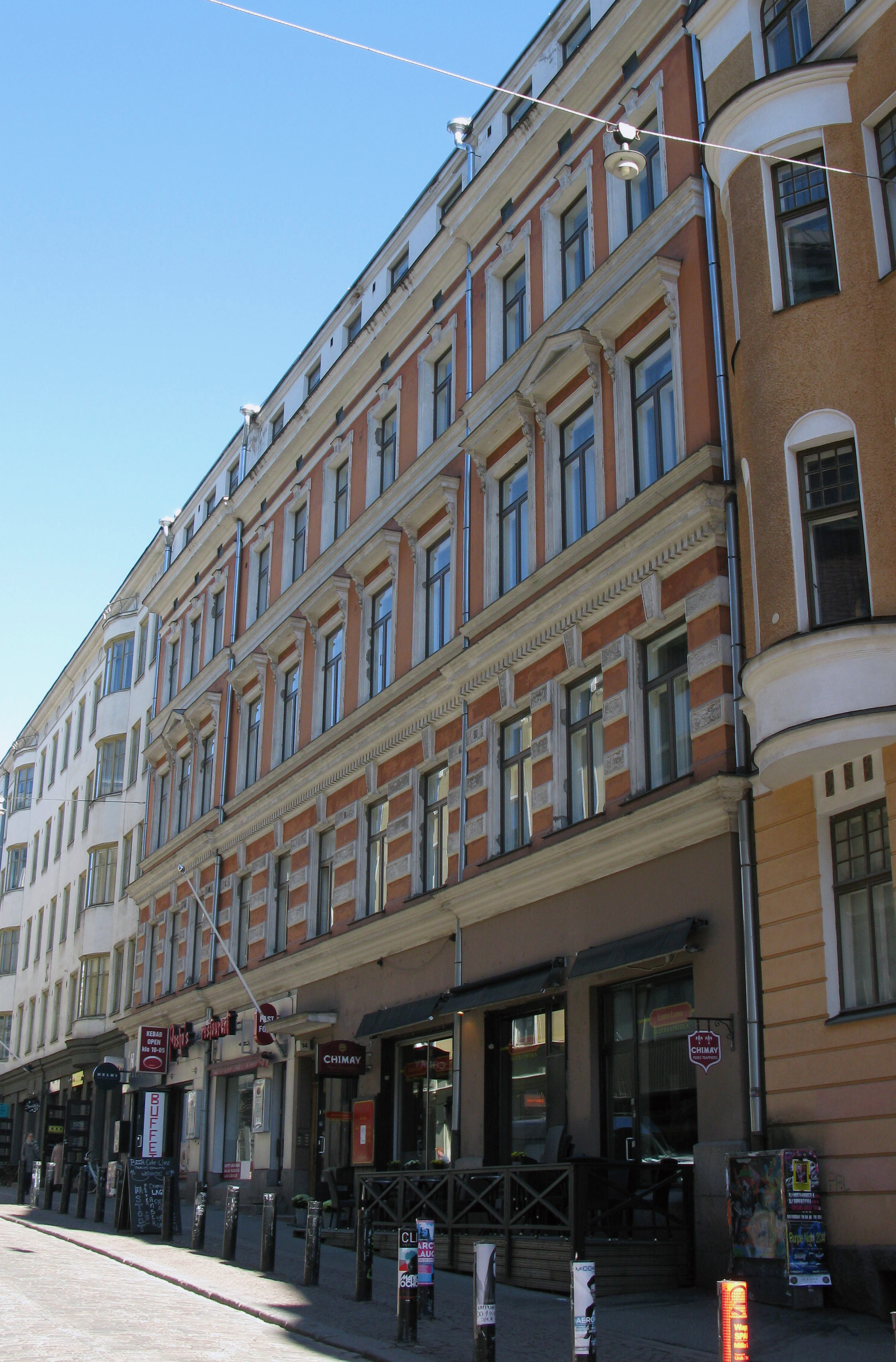
Eerikinkatu 14 là một trong những nơi Leino từng sống ở Helsinki. Ông cùng anh trai Kasimir sống và làm biên tập Nykyaika năm 1897–1898.
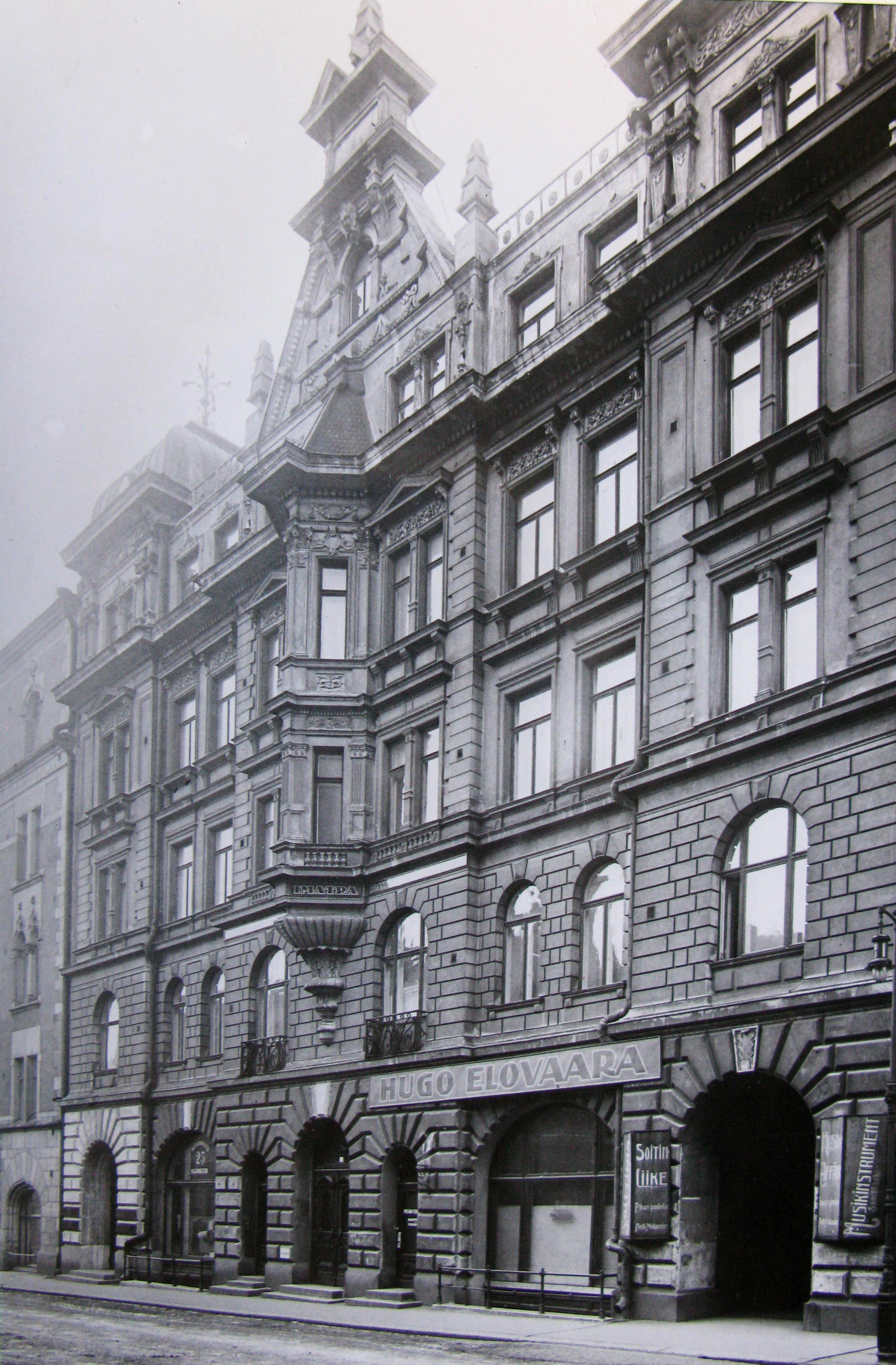
Năm 1902, Leino thuê một phòng trong căn hộ của mẹ vợ tương lai là bà góa Schoultz tại Kasarmikatu 25. Ảnh chụp nhà ở điều kiện lúc đầu.
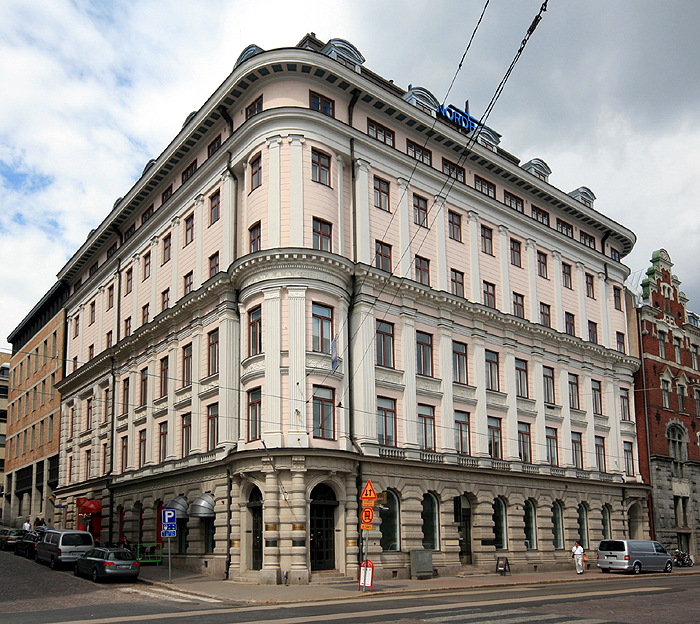
Năm 1907, Eino và Freya Leino mua một căn hộ ở Eteläranta (Länsi Ranta trước đây) 12.
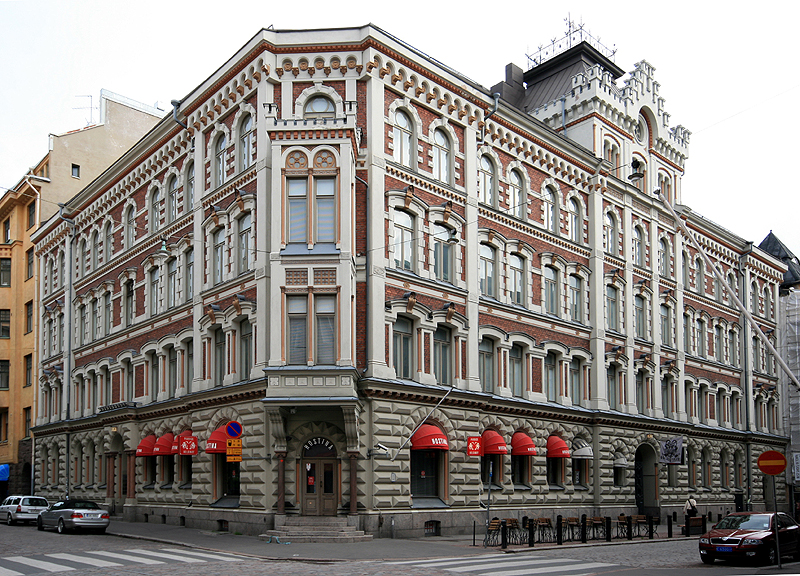
Sau khi ly hôn năm 1908, Leino sống tạm tại Eerikinkatu 3.
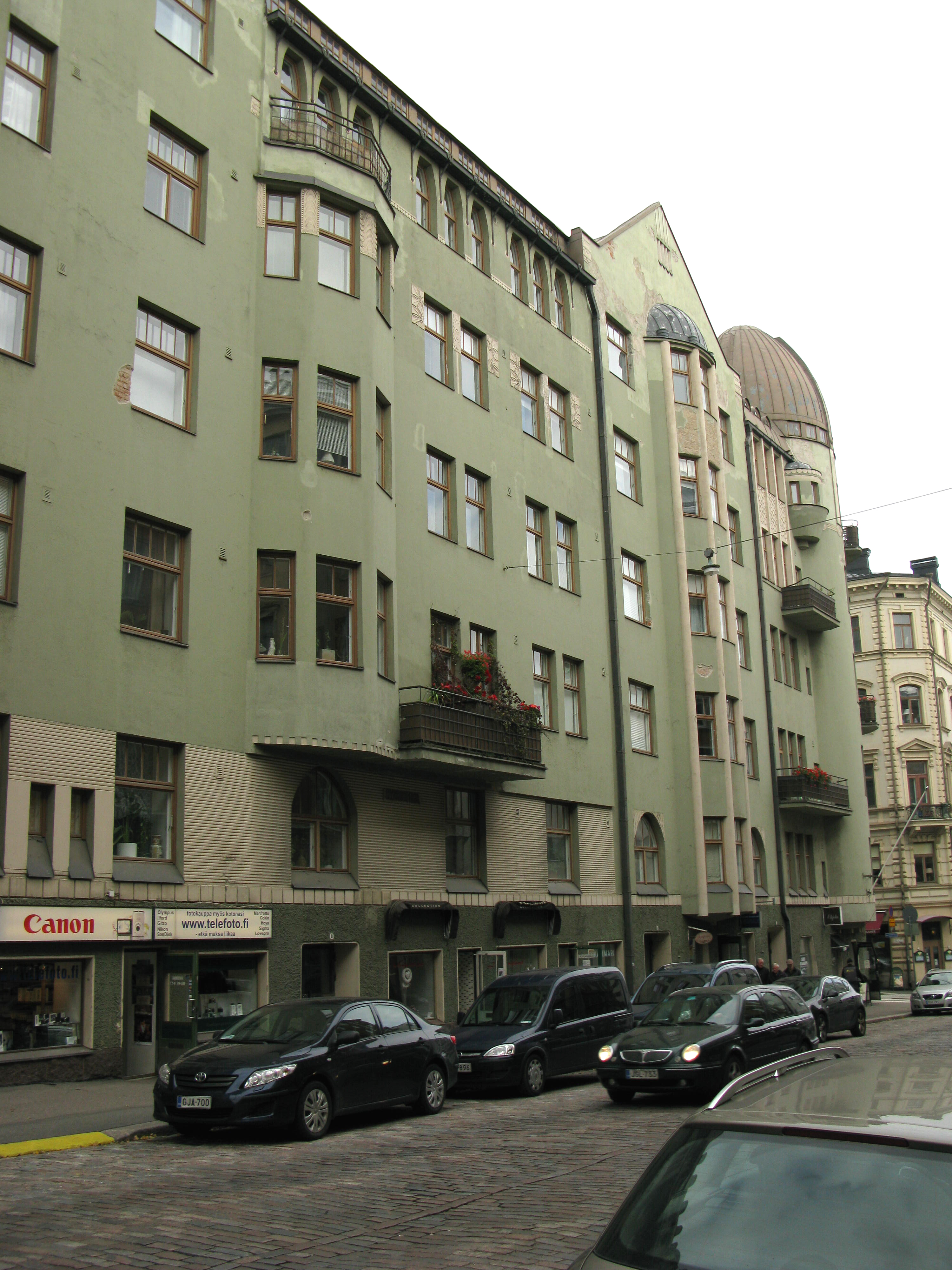
Năm 1909, sau khi từ Roma trở về, Leino thuê một phòng tại Liisankatu 9.
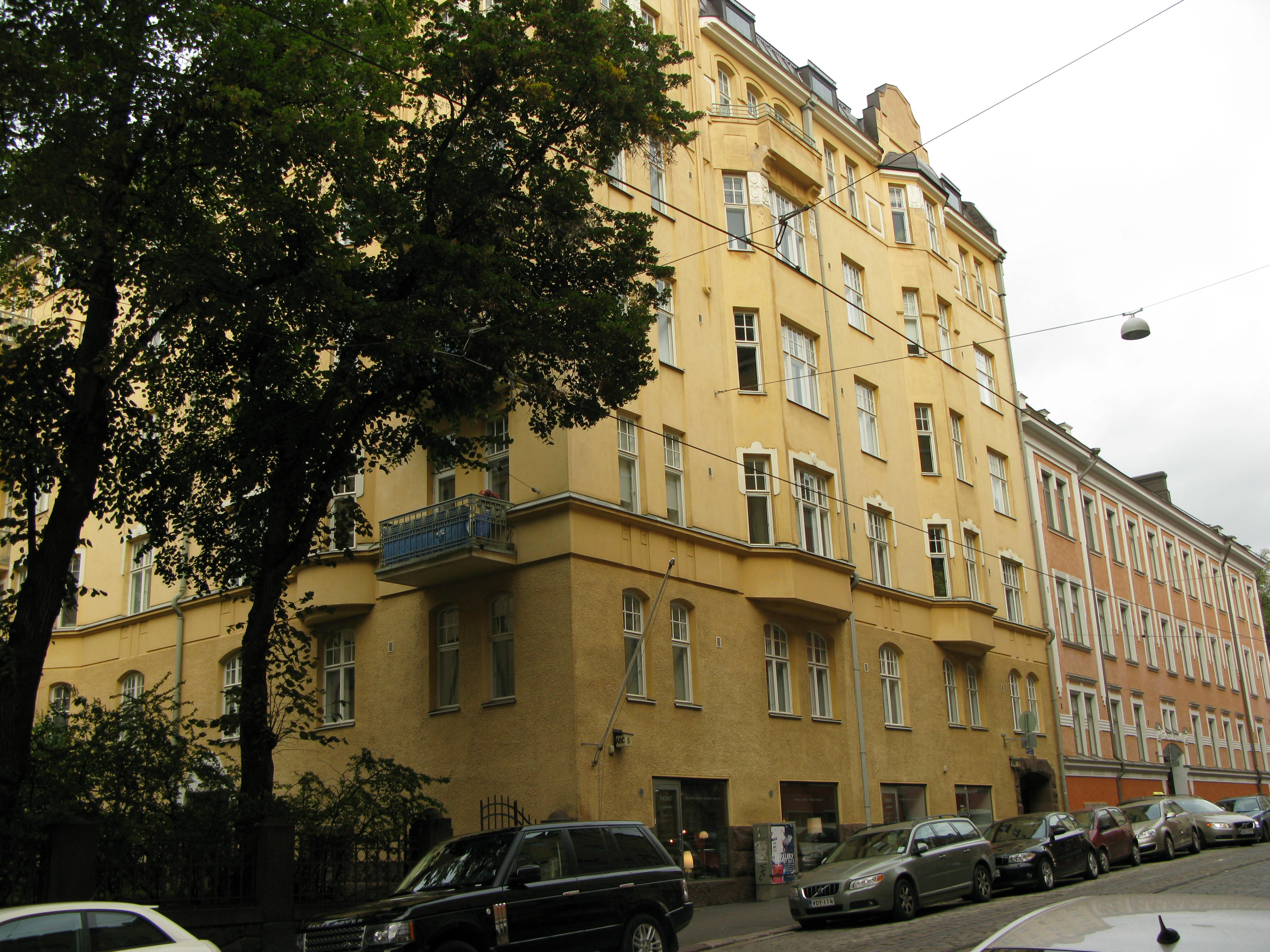
Đầu thập niên 1910, Leino thuê căn hộ nhỏ tại Tehtaankatu 5.
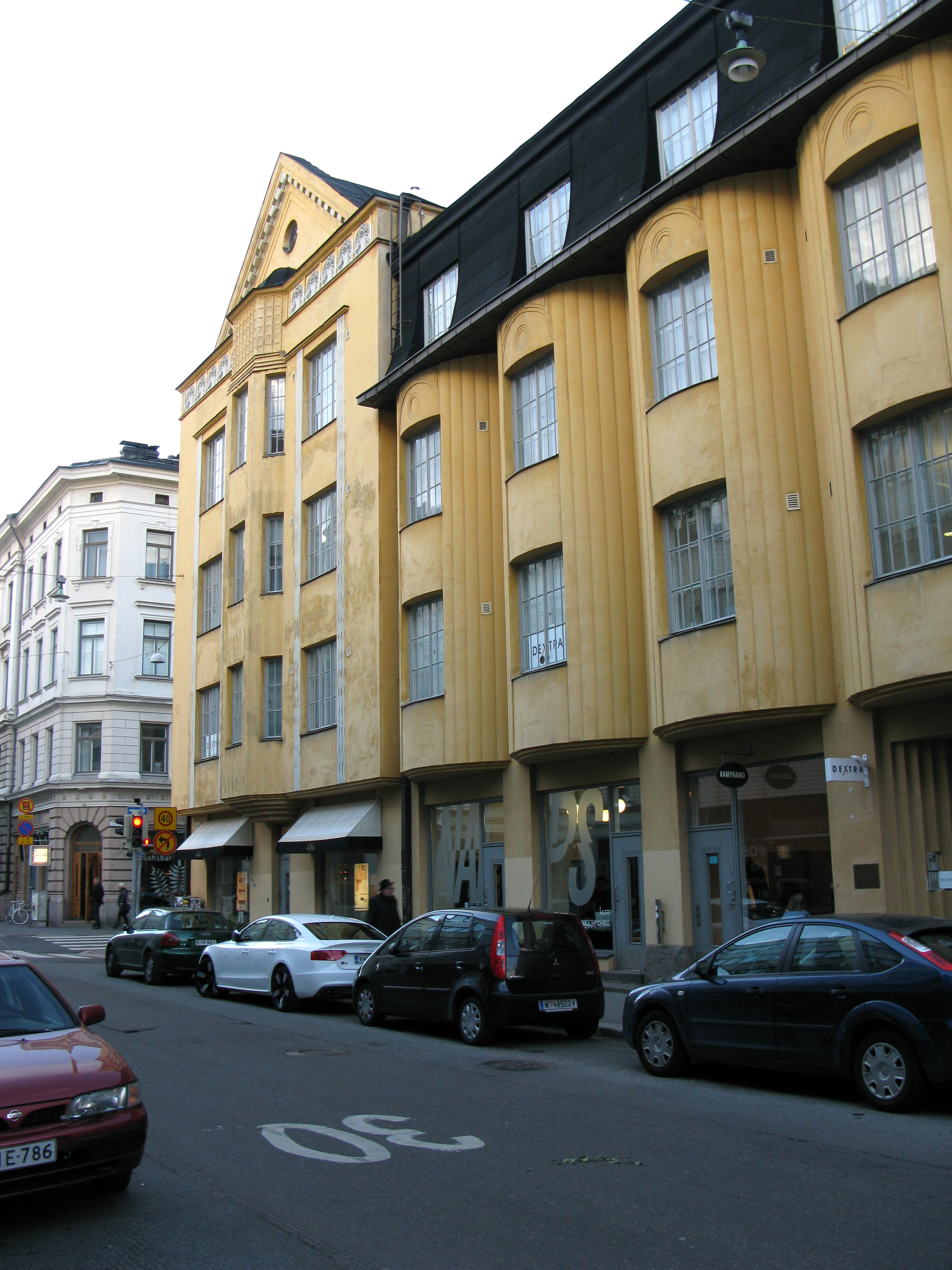
Eino Leino và Aino Kajanus sống tại Annankatu 11 vào năm 1913–1914.
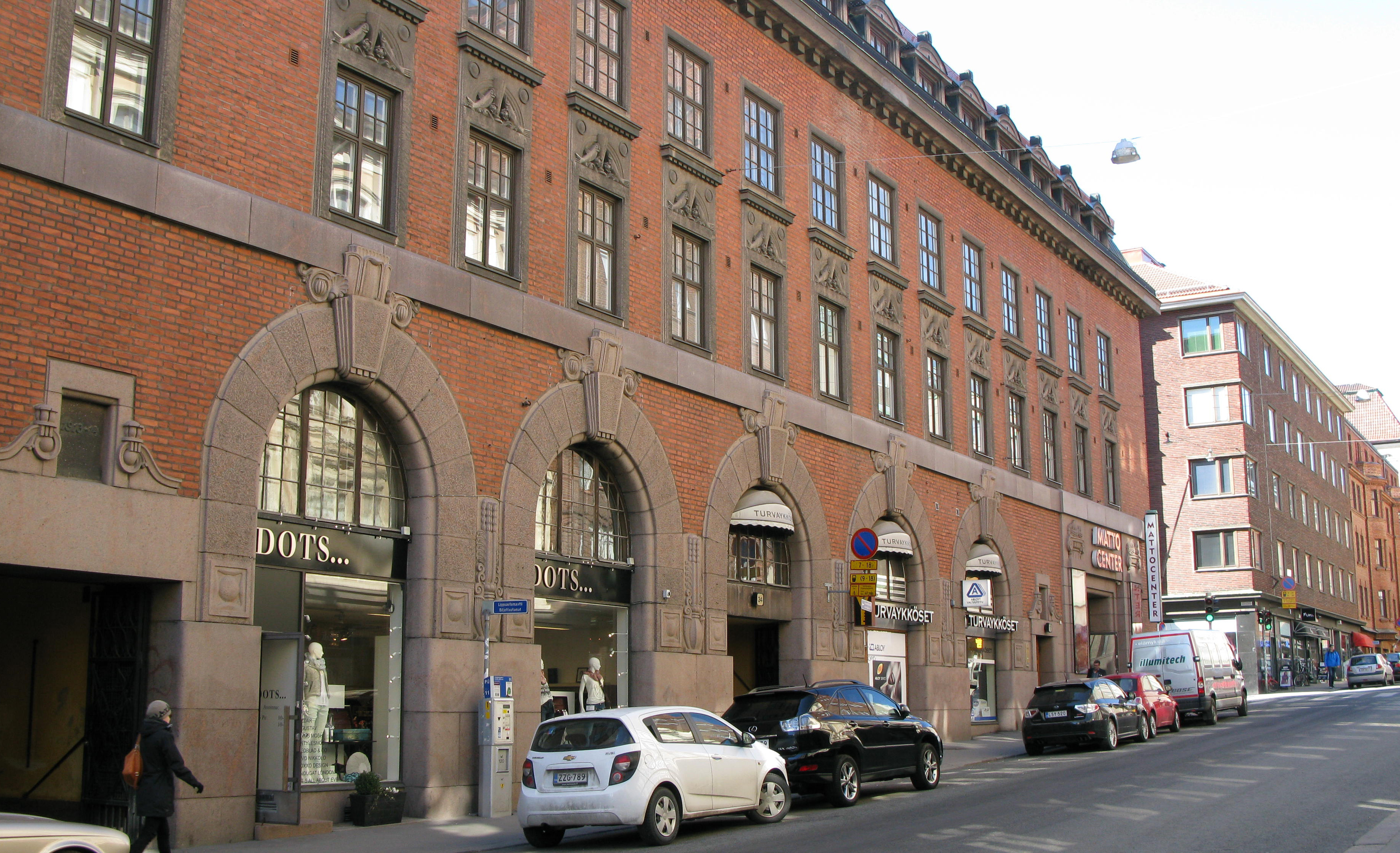
Thời gian nội chiến, Leino sống trong "Privaatti-Hotelliin" (Khách sạn tư nhân) tại Fredrikinkatu 34.
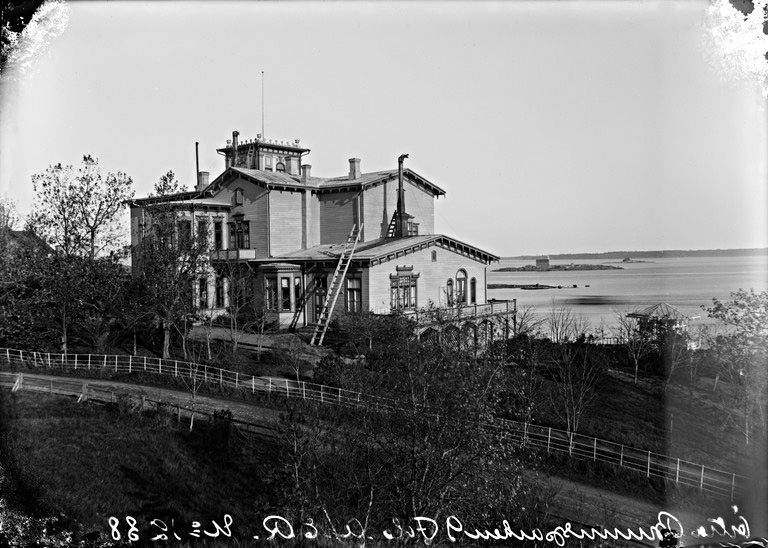
Xuân 1918, Leino chuyển đến "Riviera-pensionaattiin" (nhà trọ Riviera) (Itäinen Kaivopuisto số 9) ở Kaivopuisto.
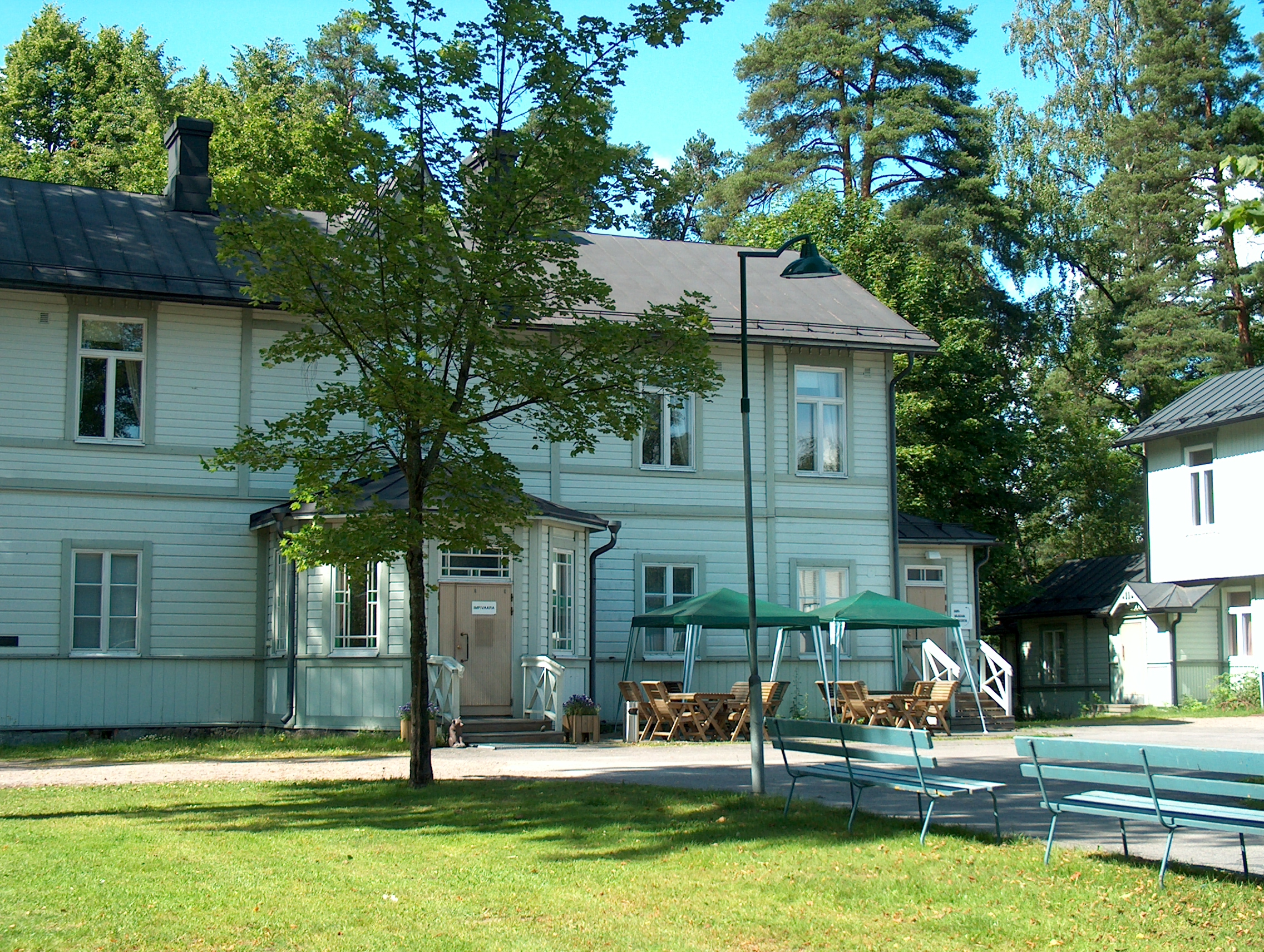
Năm 1924-1925, Eino hai lần sống tại nhà trọ Onnela ở Tuusula và viết hồi ký Elämäni kuvakirja.

## Trên điện ảnh và truyền hình

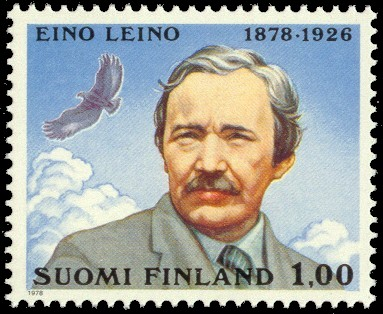
Tem bưu chính Phần Lan năm 1978 khắc họa Eino Leino

Năm 1978, đạo diễn Jaakko Pakkasvirta hoàn thành bộ phim Runoilija ja musa (tạm dịch: Nhà thơ và nàng thơ) kể về cuộc đời Leino nhân kỷ niệm 100 năm ngày sinh của ông. Đoạn mở đầu cho biết "tất cả cảnh phim đều là hư cấu, mặc dù được lấy cảm hứng từ các sự kiện có thật". Esko Salminen vào vai Eino Leino. Phim tập trung miêu tả mối quan hệ của Leino với người vợ đầu Freya Schoultz (do Katja Salminen đóng) và người tình L. Onerva (do Elina Salo đóng). Đồng thời, bộ phim mô tả phong trào dân tộc chủ nghĩa của giới văn hóa Phần Lan trước khi độc lập, với những nghệ sĩ như Akseli Gallen-Kallela và Jean Sibelius.
Ngoài Esko Salminen, vai Eino còn được thể hiện bởi các diễn viên như Leo Riuttu trong phim Rousu ja kulkuri (tạm dịch: Bông hồng và kẻ lang thang) của Ilmari Unho năm 1948, Kari Hietalahti trong phim Sibelius của Timo Koivusalo năm 2003 và Vesa-Matti Loiri trong phim truyền hình Tähtikeinu của Veli-Matti Saikkonen năm 2003 khắc họa cuộc tình tay ba Eino, L. Onerva và Leevi Madetoja.
Năm 1993, Sulevi Peltola đạo diễn và cùng Helena Ihala viết kịch bản phim truyền hình Pankkiherroja dựa trên tiểu thuyết cùng tên của Eino. Matti Pellonpää thủ vai chính Antti Puuhaara.

## Tác phẩm

### Thơ
- Maaliskuun lauluja, Otava, 1896
- Tarina suuresta tammesta y.m. runoja, WSOY, 1896
- Yökehrääjä, Otava, 1897
- Sata ja yksi laulua, Otava, 1898
- Tuonelan joutsen, näytelmäruno, Otava, 1898
- Ajan aalloilta, WSOY, 1899
- Kuvaelmia muinaisajoilta, viết cùng với Jalmari Finne từ lễ kỷ niệm Ngày Báo chí tháng 11 năm 1899, được xuất bản lần đầu trên Helsingin Sanomat ngày 23 tháng 12 năm 1984
- Hiihtäjän virsiä, Otava, 1900
- Kivesjärviläiset, thơ tự sự, Otava, 1901
- Pyhä kevät, Otava, 1901
- Kangastuksia, Otava, 1902
- Helkavirsiä, Otava, 1903
- Simo Hurtta. Runoja isonvihan ajoilta, Otava, 1904
- Talvi-yö, Otava, 1905
- Turjan loihtu, thơ kịch, Emil Vainio, 1907
- Halla, Otava, 1908
- Tähtitarha, Kirja, 1912
- Painuva päivä, Kirja, 1914
- Elämän koreus, Kirja, 1915
- Helkavirsiä. Toinen sarja. Otava, 1916
- Karjalan kuningas, thơ kịch, Kirja, 1917
- Leirivalkeat, Kirja, 1917
- Vapauden kirja, tuyển thơ, Kirja, 1918
- Bellerophon, truyện thơ, Ahjo, 1919
- Juhana Herttuan ja Catharina Jagellonican lauluja. Nil nisi mors, Ahjo, 1919
- Lemmen lauluja, tuyển thơ, Kirja, 1919
- Simo Hurtta. Runoja isonvihan ajoilta, toinen sarja, Otava, 1919
- Ajatar. Tietovirsiä, Otava, 1920
- Kodin kukka ja uhrikuusi, truyện thơ, Ahjo, 1920
- Syreenien kukkiessa, Minerva, 1920
- Vanha pappi, thơ tự sự, Otava, 1921
- Pajarin poika. Truyên dân gian Karelia. Otava, 1922
- Puolan paanit. Truyên dân gian Karelia, Otava, 1922
- Helkavirsiä 1–2, in chung, Otava, 1924
- Shemeikan murhe. Thơ mới, Gummerus, 1924

### Truyện
- Päiväperhoja. Tập truyện ngắn, Eero Erkko, 1903
- Kaunosielu. Phóng sự, Otava, 1904
- Päivä Helsingissä. Châm biếm, Otava, 1905
- Tuomas Vitikka. Tiểu thuyết, Otava, 1906
- Jaana Rönty. Tiểu thuyết, Otava, 1907
- Olli Suurpää. Tiểu thuyết, Otava, 1908
- Rikos. Nghiên cứu. Bài viết nhiều kỳ trên Helsingin Sanomat mùa xuân 1908, tái bản: Eino Leinon Seura, 1949
- Nuori nainen. Bốn truyện, Yrjö Weilin, 1910
- Työn orja. Tiểu thuyết, Yrjö Weilin, 1911
- Rahan orja. Tiểu thuyết, Yrjö Weilin, 1912
- Naisen orja. Tiểu thuyết, Kirja, 1913
- Onnen orja. Tiểu thuyết, Kirja, 1913
- Seikkailijatar. Truyện Nga, Karisto, 1913
- Mesikämmen. Truyện Giáng Sinh, Kirja, 1914
- Pankkiherroja. Phóng sự đời sống Phần Lan hiện đại, Kirja, 1914
- Paavo Kontio. Lakitieteen tohtori. Tiểu thuyết, Kirja, 1915
- Musti. Truyện đồng thoại, Karisto, 1916
- Alla kasvon kaikkivallan. Suy nghĩ, cái nhìn và bộc lộ của trẻ em đương thời, Karisto, 1917
- Ahven ja kultakalat. Truyện suy ngẫm, Ahjo, 1918
- Elina. Tường thuật tuổi mới lớn, Minerva, 1919 (Tái bản lần 2 với tựa đề Punainen sankari)
- Kolme lähti, kaksi palasi. Truyện về luật cấm của Phần Lan, Minerva, 1926

### Kịch
- Johan Wilhelm, Wesanderin kirjakauppa, 1900
- Sota valosta, Otava, 1900
- Naamioita I: Väinämöisen kosinta, Hiiden miekka, Pentti Pääkkönen, Lydian kuningas, Meiram, kịch, Otava, 1905
- Naamioita II: Melankolia, Lalli, Niniven lapset, kịch, Otava, 1907
- Naamioita III: Maunu Tavast, Simo Hurtta, Ritari Klaus, kịch, Vihtori Kosonen, 1908
- Naamioita IV: Carinus, Alkibiades, kịch, Vihtori Kosonen, 1909
- Naamioita V: Tuomas piispa, Tarquinus Superbus, Shakkipeli, kịch, Vihtori Kosonen, 1909
- Naamioita VI: Kirkon vihollinen, Maan parhaat, Ilotulitus, kịch, Yrjö Weilin, 1911
- Kalevala näyttämöllä, kịch, Yrjö Weilin, 1911

### Phi hư cấu
- Suomalainen näyttämötaide 19 2/4 02, bài luận, Eero Erkko, 1902
- Suomalaisia kirjailijoita. Pikakuvia, Otava, 1909
- Suomalaisen kirjallisuuden historia, Yrjö Weilin, 1910
- Vöyrin sotakoulu. Phỏng vấn, lịch sử, Minerva, 1918
- Helsingin valloitus. Hồi ký, ấn tượng, Minerva, 1918
- Elämäni kuvakirja. Hồi ức, suy nghĩ và ấn tượng tuổi thơ, hồi ký, Otava, 1925
- Maailmankirjailijoita: esseitä, arviointeja, arvosteluja kirjallisuuden ja näyttämötaiteen aloilta, Suomalaisen kirjallisuuden seura, 1978 ISBN 951-717-167-6 Tuyển tập bài báo do Aarre M. Peltonen biên tập.

### Kịch bản phim
- Kesä, 1915 (đạo diễn Kaarle Halme)

### Dịch
- Topelius, Zacharias, Draamalliset teokset: Regina von Emmeritz (Werner Söderström 1899–1901)
- Topelius, Zacharias, Draamalliset teokset: Kypron prinsessa (Werner Söderström 1901)
- Runeberg, Johan Ludvig, Teokset II: Nadeshda, Kuningas Fjalar (Werner Söderström 1903)
- Racine, Phaidra (Helsinki 1907) (nguyên tác: Phèdre)
- Schiller, Friedrich von, Wilhelm Tell (Otava 1907)
- France, Anatole, Kuningatar Hanhenjalan ravintola (Yrjö Weilin 1910) (nguyên tác: La Rôtisserie de la reine Pédauque)
- Goethe, Johan Wolfgang von, Iphigeneia Tauriissa. Suomalaisen kirjallisuuden seuran toim. 111 (SKS 1910) (nguyên tác: Iphigenie auf Tauris)
- Dante, Jumalainen näytelmä 1–3 (Werner Söderström 1912–1914) (nguyên tác: Divina Commedia)
- Tagore, Rabindranath, Puutarhuri (Kirja 1913) (nguyên tác: The Gardener)
- Corneille, Cid (Werner Söderström 1917) (nguyên tác: Le Cid)
- Tagore, Rabindranath, Uhrilauluja (Kirja 1917) (nguyên tác: Gitanjali)
- France, Anatole, Apotti Coignardin ajatuksia. Poiminut hänen uskollinen oppilaansa Jacobus Paistinkääntäjä (Minerva 1920) (nguyên tác: Les Opinions de Jérôme Coignard)

### Tuyển tập và in lại
- Kootut teokset. 1–16, Otava 1926–1930
- Elämän laulu. Tuyển tập thơ. V. Tarkiainen tổng hợp và bình giải, Otava 1947
- Kirjokeppi. Tuyển tập những bài thơ không nằm trong tuyển tập gốc. Aarre Peltonen và Eino Kauppinen biên tập và bình giải, Otava 1949
- Runot. 1, 1887–1897. Aarre M. Peltonen hiệu đính và phê bình, Otava 1961
- Runot. 2, 1897–1901. Aarre M. Peltonen hiệu đính và phê bình, Otava 1962
- Runot. 3, 1901–1908. Aarre M. Peltonen hiệu đính và phê bình, Otava 1964
- Runot. 4, 1908–1915. Aarre M. Peltonen hiệu đính và phê bình, Otava 1968
- Eino Leinon runot ja runosuomennokset koottujen teosten ulkopuolelta 1915–1920 .  (Bao gồm: Aarre M. Peltonen: Eino Leinon runojen syntyajat ja toisinnot 1915–1920. Tekstikriittinen tutkimus). Tập số 9. Đại học Tampere, Văn học trong nước. 1977
- Eino Leinon runot ja runosuomennokset koottujen teosten ulkopuolelta 1920-1926 .  (Bao gồm: Aarre M. Peltonen: Eino Leinon runojen syntyajat ja toisinnot 1920–1926. Tekstikriittinen tutkimus).  Tập số 9. Đại học Tampere, Văn học trong nước. 1977
- Eino Leino – Elämän kirja. Tuyển tập. Hannu Mäkelä biên tập, Otava 1980
- Eino Leino. Kodin suuret klassikot 1–4, Weilin+Göös 1986–1990
- Kirjeet Freya Schoultzille ja omaisille. Kirjeet I. Aarre M. Peltonen biên tập, Otava 1961
- Kirjeet L. Onervalle. Kirjeet II. Aarre M. Peltonen biên tập, Otava 1960
- Kirjeet taiteilijatovereille, arvostelijoille ja tutkijoille. Kirjeet III. Aarre M. Peltonen biên tập, Otava 1961
- Kirjeet Aino Kallakselle, ystäville ja yhteisöille. Kirjeet IV. Aarre M. Peltonen biên tập, Otava 1962
- Muistelmat. Kulttuurikuvat. Tunnustukset I. 1878–1901. Aarre M. Peltonen biên tập, Otava 1965
- Pakinat I–II. Aarre M. Peltonen biên tập, Otava 1960

### Bản dịch các tác phẩm Leino

#### Tiếng Thụy Điển
- Eino Leino, Lyriskt urval. Elmer Diktonius tổng hợp và biên dịch, Söderström 1931
- Finsk lyrik II. Rafael Lindqvist dịch và giới thiệu, Blinkfyrens förlag 1932. Gồm 26 bài thơ dịch, như Elegi, Lapp-sommar, Nocturne và Länge såg jag in i elden.
- Eino Leino, Helkasånger. Thomas Warburton dịch, Schildt 1963
- Eino Leino, Inför allmaktens anlete. En mystisk trilogi – tankar tänkta, bekännelser gjorda, fjärrsyner sedda av ett tidens barn. Nils-Börje Stormbom dịch. Sahlgren 1991.

#### Ngôn ngữ khác
Tác phẩm của Leino cũng đã được dịch sang tiếng Anh, tiếng Ý, tiếng Latvia, tiếng Na Uy, tiếng Ba Lan, tiếng Thụy Điển, tiếng Đức, tiếng Hungary, tiếng Nga và tiếng Estonia.
Một số bài thơ lẻ của Leino được dịch sang tiếng Việt và đăng trên tạp chí Văn học nước ngoài:
Nguyên tác khổ 1 của Lapin kesä

Lapissa kaikki kukkii nopeasti,

maa, ruoho, ohra, vaivaiskoivutkin.

Tuot' olen aatellut ma useasti,

kun katson kansan tämän vaiheisiin.

Bản dịch Mùa hè đất Láp của Bùi Việt Hoa, Ngô Thế Oanh

Đất Láp vạn vật đều nở hoa nhanh

Cỏ dại, lúa mì, cả cây bạch dương gầy nhỏ

Tôi vẫn thường nghĩ suy điều đó

Khi nghĩ về số phận dân tôi